# Lista di asteroidi (22001-23000)
Di seguito una lista di asteroidi dal numero 22001 al 23000 con data di scoperta e scopritore.

## 22001-22100
| Nome                  | Designazione provvisoria | Data di scoperta | Scopritore           |
| --------------------- | ------------------------ | ---------------- | -------------------- |
| 22001 -               | 1999 XY41                | 7 dicembre 1999  | LINEAR               |
| 22002 Richardregan    | 1999 XB42                | 7 dicembre 1999  | LINEAR               |
| 22003 Startek         | 1999 XO42                | 7 dicembre 1999  | LINEAR               |
| 22004 -               | 1999 XF45                | 7 dicembre 1999  | LINEAR               |
| 22005 Willnelson      | 1999 XK47                | 7 dicembre 1999  | LINEAR               |
| 22006 -               | 1999 XP51                | 7 dicembre 1999  | LINEAR               |
| 22007 -               | 1999 XQ57                | 7 dicembre 1999  | LINEAR               |
| (22008) 1999 XM71     | 1999 XM71                | 7 dicembre 1999  | LINEAR               |
| (22009) 1999 XK77     | 1999 XK77                | 7 dicembre 1999  | LINEAR               |
| 22010 Kuzmina         | 1999 XM78                | 7 dicembre 1999  | LINEAR               |
| 22011 -               | 1999 XR81                | 7 dicembre 1999  | LINEAR               |
| (22012) 1999 XO82     | 1999 XO82                | 7 dicembre 1999  | LINEAR               |
| 22013 -               | 1999 XO89                | 7 dicembre 1999  | LINEAR               |
| (22014) 1999 XQ96     | 1999 XQ96                | 7 dicembre 1999  | LINEAR               |
| 22015 -               | 1999 XM100               | 7 dicembre 1999  | LINEAR               |
| 22016 -               | 1999 XU101               | 7 dicembre 1999  | LINEAR               |
| 22017 -               | 1999 XT104               | 10 dicembre 1999 | T. Kobayashi         |
| 22018 -               | 1999 XK105               | 8 dicembre 1999  | Y. Shimizu, T. Urata |
| 22019 Leviticusalewis | 1999 XU106               | 4 dicembre 1999  | CSS                  |
| 22020 Joshuahandal    | 1999 XG108               | 4 dicembre 1999  | CSS                  |
| 22021 Andreariley     | 1999 XQ108               | 4 dicembre 1999  | CSS                  |
| 22022 Gould           | 1999 XR110               | 5 dicembre 1999  | CSS                  |
| 22023 -               | 1999 XH114               | 11 dicembre 1999 | LINEAR               |
| 22024 -               | 1999 XY114               | 11 dicembre 1999 | LINEAR               |
| 22025 Dorisdaou       | 1999 XS118               | 5 dicembre 1999  | CSS                  |
| 22026 Lindabillings   | 1999 XS119               | 5 dicembre 1999  | CSS                  |
| 22027 Romanakofler    | 1999 XS120               | 5 dicembre 1999  | CSS                  |
| 22028 Matthewdaniels  | 1999 XP125               | 7 dicembre 1999  | CSS                  |
| 22029 Johnshaw        | 1999 XN126               | 7 dicembre 1999  | CSS                  |
| 22030 -               | 1999 XU127               | 7 dicembre 1999  | Črni Vrh             |
| 22031 -               | 1999 XA137               | 14 dicembre 1999 | C. W. Juels          |
| 22032 Mikekoop        | 1999 XB151               | 9 dicembre 1999  | LONEOS               |
| 22033 -               | 1999 XH154               | 8 dicembre 1999  | LINEAR               |
| 22034 -               | 1999 XL168               | 10 dicembre 1999 | LINEAR               |
| (22035) 1999 XR170    | 1999 XR170               | 10 dicembre 1999 | LINEAR               |
| 22036 -               | 1999 XL181               | 12 dicembre 1999 | LINEAR               |
| 22037 -               | 1999 XQ181               | 12 dicembre 1999 | LINEAR               |
| 22038 Margarshain     | 1999 XJ182               | 12 dicembre 1999 | LINEAR               |
| 22039 -               | 1999 XA185               | 12 dicembre 1999 | LINEAR               |
| 22040 -               | 1999 XR188               | 12 dicembre 1999 | LINEAR               |
| (22041) 1999 XK192    | 1999 XK192               | 12 dicembre 1999 | LINEAR               |
| (22042) 1999 XP194    | 1999 XP194               | 12 dicembre 1999 | LINEAR               |
| 22043 -               | 1999 XW204               | 12 dicembre 1999 | LINEAR               |
| 22044 -               | 1999 XS206               | 12 dicembre 1999 | LINEAR               |
| 22045 -               | 1999 XD211               | 13 dicembre 1999 | LINEAR               |
| 22046 -               | 1999 XU211               | 13 dicembre 1999 | LINEAR               |
| 22047 -               | 1999 XU215               | 15 dicembre 1999 | LINEAR               |
| 22048 -               | 1999 XK238               | 3 dicembre 1999  | LINEAR               |
| (22049) 1999 XW257    | 1999 XW257               | 7 dicembre 1999  | LINEAR               |
| 22050 -               | 1999 YV13                | 31 dicembre 1999 | K. Korlević          |
| 22051 -               | 2000 AS7                 | 2 gennaio 2000   | LINEAR               |
| (22052) 2000 AQ14     | 2000 AQ14                | 3 gennaio 2000   | LINEAR               |
| 22053 -               | 2000 AO17                | 3 gennaio 2000   | LINEAR               |
| (22054) 2000 AP21     | 2000 AP21                | 3 gennaio 2000   | LINEAR               |
| (22055) 2000 AS25     | 2000 AS25                | 3 gennaio 2000   | LINEAR               |
| (22056) 2000 AU31     | 2000 AU31                | 3 gennaio 2000   | LINEAR               |
| 22057 Brianking       | 2000 AE52                | 4 gennaio 2000   | LINEAR               |
| 22058 -               | 2000 AA64                | 4 gennaio 2000   | LINEAR               |
| (22059) 2000 AD75     | 2000 AD75                | 5 gennaio 2000   | LINEAR               |
| 22060 -               | 2000 AF76                | 5 gennaio 2000   | LINEAR               |
| 22061 -               | 2000 AX98                | 5 gennaio 2000   | LINEAR               |
| 22062 -               | 2000 AL99                | 5 gennaio 2000   | LINEAR               |
| 22063 Dansealey       | 2000 AO99                | 5 gennaio 2000   | LINEAR               |
| 22064 Angelalewis     | 2000 AQ99                | 5 gennaio 2000   | LINEAR               |
| 22065 Colgrove        | 2000 AZ99                | 5 gennaio 2000   | LINEAR               |
| 22066 -               | 2000 AX100               | 5 gennaio 2000   | LINEAR               |
| 22067 -               | 2000 AM101               | 5 gennaio 2000   | LINEAR               |
| 22068 -               | 2000 AG103               | 5 gennaio 2000   | LINEAR               |
| 22069 -               | 2000 AK105               | 5 gennaio 2000   | LINEAR               |
| 22070 -               | 2000 AN106               | 5 gennaio 2000   | LINEAR               |
| 22071 -               | 2000 AB107               | 5 gennaio 2000   | LINEAR               |
| 22072 -               | 2000 AT112               | 5 gennaio 2000   | LINEAR               |
| 22073 -               | 2000 AX112               | 5 gennaio 2000   | LINEAR               |
| 22074 -               | 2000 AB113               | 5 gennaio 2000   | LINEAR               |
| 22075 -               | 2000 AL138               | 5 gennaio 2000   | LINEAR               |
| 22076 -               | 2000 AZ138               | 5 gennaio 2000   | LINEAR               |
| 22077 -               | 2000 AL140               | 5 gennaio 2000   | LINEAR               |
| 22078 -               | 2000 AF149               | 7 gennaio 2000   | LINEAR               |
| 22079 Kabinoff        | 2000 AU151               | 8 gennaio 2000   | LINEAR               |
| 22080 Emilevasseur    | 2000 AS161               | 4 gennaio 2000   | LINEAR               |
| 22081 -               | 2000 AA165               | 8 gennaio 2000   | LINEAR               |
| 22082 Rountree        | 2000 AD165               | 8 gennaio 2000   | LINEAR               |
| 22083 -               | 2000 AN165               | 8 gennaio 2000   | LINEAR               |
| 22084 -               | 2000 AX168               | 7 gennaio 2000   | LINEAR               |
| 22085 -               | 2000 AA169               | 7 gennaio 2000   | LINEAR               |
| 22086 -               | 2000 AG170               | 7 gennaio 2000   | LINEAR               |
| 22087 -               | 2000 AZ175               | 7 gennaio 2000   | LINEAR               |
| 22088 -               | 2000 AT185               | 8 gennaio 2000   | LINEAR               |
| 22089 -               | 2000 AA186               | 8 gennaio 2000   | LINEAR               |
| 22090 -               | 2000 AC186               | 8 gennaio 2000   | LINEAR               |
| 22091 -               | 2000 AY186               | 8 gennaio 2000   | LINEAR               |
| 22092 -               | 2000 AQ199               | 9 gennaio 2000   | LINEAR               |
| 22093 -               | 2000 AG200               | 9 gennaio 2000   | LINEAR               |
| 22094 -               | 2000 AQ200               | 9 gennaio 2000   | LINEAR               |
| 22095 -               | 2000 AY204               | 11 gennaio 2000  | LINEAR               |
| 22096 -               | 2000 AF229               | 3 gennaio 2000   | LINEAR               |
| 22097 -               | 2000 BH4                 | 21 gennaio 2000  | LINEAR               |
| 22098 -               | 2000 BJ16                | 30 gennaio 2000  | LINEAR               |
| 22099 -               | 2000 EX106               | 14 marzo 2000    | CSS                  |
| 22100 -               | 2000 GV93                | 5 aprile 2000    | LINEAR               |

## 22101-22200
| Nome                | Designazione provvisoria | Data di scoperta  | Scopritore                                             |
| ------------------- | ------------------------ | ----------------- | ------------------------------------------------------ |
| 22101 -             | 2000 JG15                | 6 maggio 2000     | LINEAR                                                 |
| 22102 Karenlamb     | 2000 JR61                | 7 maggio 2000     | LINEAR                                                 |
| 22103 -             | 2000 LR17                | 7 giugno 2000     | LINEAR                                                 |
| 22104 -             | 2000 LN19                | 8 giugno 2000     | LINEAR                                                 |
| 22105 Pirko         | 2000 LS36                | 11 giugno 2000    | LONEOS                                                 |
| 22106 Tomokoarai    | 2000 NC12                | 5 luglio 2000     | LONEOS                                                 |
| 22107 -             | 2000 OV21                | 31 luglio 2000    | LINEAR                                                 |
| (22108) 2000 PD     | 2000 PD                  | 1 agosto 2000     | Črni Vrh                                               |
| 22109 Loriehutch    | 2000 PJ22                | 1 agosto 2000     | LINEAR                                                 |
| 22110 -             | 2000 QR7                 | 25 agosto 2000    | LINEAR                                                 |
| 22111 -             | 2000 QK150               | 25 agosto 2000    | LINEAR                                                 |
| 22112 Staceyraw     | 2000 QO181               | 31 agosto 2000    | LINEAR                                                 |
| 22113 -             | 2000 RH9                 | 1 settembre 2000  | LINEAR                                                 |
| 22114 -             | 2000 RB50                | 5 settembre 2000  | LINEAR                                                 |
| 22115 -             | 2000 RB62                | 1 settembre 2000  | LINEAR                                                 |
| 22116 -             | 2000 RK71                | 2 settembre 2000  | LINEAR                                                 |
| 22117 -             | 2000 SX39                | 24 settembre 2000 | LINEAR                                                 |
| 22118 -             | 2000 SL86                | 24 settembre 2000 | LINEAR                                                 |
| 22119 -             | 2000 SA101               | 23 settembre 2000 | LINEAR                                                 |
| 22120 Gaylefarrar   | 2000 SO102               | 24 settembre 2000 | LINEAR                                                 |
| 22121 -             | 2000 SM107               | 24 settembre 2000 | LINEAR                                                 |
| 22122 -             | 2000 SU155               | 24 settembre 2000 | LINEAR                                                 |
| 22123 -             | 2000 SG172               | 27 settembre 2000 | LINEAR                                                 |
| 22124 -             | 2000 ST183               | 20 settembre 2000 | NEAT                                                   |
| 22125 -             | 2000 SH186               | 30 settembre 2000 | LINEAR                                                 |
| 22126 -             | 2000 SR187               | 21 settembre 2000 | NEAT                                                   |
| 22127 -             | 2000 SZ226               | 27 settembre 2000 | LINEAR                                                 |
| 22128 -             | 2000 SH242               | 24 settembre 2000 | LINEAR                                                 |
| 22129 -             | 2000 SD311               | 26 settembre 2000 | LINEAR                                                 |
| 22130 -             | 2000 UT3                 | 31 ottobre 2000   | LINEAR                                                 |
| 22131 -             | 2000 UK4                 | 24 ottobre 2000   | LINEAR                                                 |
| 22132 Merkley       | 2000 UD21                | 24 ottobre 2000   | LINEAR                                                 |
| 22133 -             | 2000 UO56                | 24 ottobre 2000   | LINEAR                                                 |
| 22134 Kirian        | 2000 UA66                | 25 ottobre 2000   | LINEAR                                                 |
| 22135 -             | 2000 UA100               | 25 ottobre 2000   | LINEAR                                                 |
| 22136 Jamesharrison | 2000 VJ3                 | 1 novembre 2000   | W. K. Y. Yeung                                         |
| 22137 Annettelee    | 2000 VM15                | 1 novembre 2000   | LINEAR                                                 |
| 22138 Laynrichards  | 2000 VD25                | 1 novembre 2000   | LINEAR                                                 |
| 22139 Jamescox      | 2000 VU28                | 1 novembre 2000   | LINEAR                                                 |
| 22140 Suzyamamoto   | 2000 VW32                | 1 novembre 2000   | LINEAR                                                 |
| 22141 -             | 2000 VH36                | 1 novembre 2000   | LINEAR                                                 |
| 22142 Loripryor     | 2000 VC37                | 1 novembre 2000   | LINEAR                                                 |
| 22143 Cathyfowler   | 2000 VL37                | 1 novembre 2000   | LINEAR                                                 |
| 22144 Linmichaels   | 2000 VM37                | 1 novembre 2000   | LINEAR                                                 |
| 22145 -             | 2000 WJ17                | 21 novembre 2000  | LINEAR                                                 |
| 22146 Samaan        | 2000 WM23                | 20 novembre 2000  | LINEAR                                                 |
| 22147 -             | 2000 WP32                | 20 novembre 2000  | LINEAR                                                 |
| 22148 Francislee    | 2000 WH46                | 21 novembre 2000  | LINEAR                                                 |
| 22149 Cinyras       | 2000 WD49                | 21 novembre 2000  | LINEAR                                                 |
| 22150 -             | 2000 WM49                | 21 novembre 2000  | LINEAR                                                 |
| 22151 Davebracy     | 2000 WM56                | 21 novembre 2000  | LINEAR                                                 |
| 22152 Robbennett    | 2000 WG57                | 21 novembre 2000  | LINEAR                                                 |
| 22153 Kathbarnhart  | 2000 WT58                | 21 novembre 2000  | LINEAR                                                 |
| 22154 -             | 2000 WV72                | 20 novembre 2000  | LINEAR                                                 |
| 22155 Marchetti     | 2000 WQ88                | 20 novembre 2000  | LINEAR                                                 |
| 22156 Richoffman    | 2000 WQ94                | 21 novembre 2000  | LINEAR                                                 |
| 22157 Bryanhoran    | 2000 WQ99                | 21 novembre 2000  | LINEAR                                                 |
| 22158 Chee          | 2000 WG101               | 21 novembre 2000  | LINEAR                                                 |
| 22159 -             | 2000 WW116               | 20 novembre 2000  | LINEAR                                                 |
| 22160 -             | 2000 WP120               | 20 novembre 2000  | LINEAR                                                 |
| 22161 Santagata     | 2000 WR123               | 29 novembre 2000  | LINEAR                                                 |
| 22162 Leslijohnson  | 2000 WS123               | 29 novembre 2000  | LINEAR                                                 |
| 22163 -             | 2000 WF125               | 26 novembre 2000  | LINEAR                                                 |
| 22164 -             | 2000 WE135               | 19 novembre 2000  | LINEAR                                                 |
| 22165 Kathydouglas  | 2000 WX137               | 20 novembre 2000  | LINEAR                                                 |
| 22166 -             | 2000 WX154               | 30 novembre 2000  | LINEAR                                                 |
| 22167 Lane-Cline    | 2000 WP157               | 30 novembre 2000  | LINEAR                                                 |
| 22168 Weissflog     | 2000 WX158               | 30 novembre 2000  | J. Kandler, G. Lehmann                                 |
| 22169 -             | 2000 WP165               | 23 novembre 2000  | NEAT                                                   |
| 22170 -             | 2000 WE175               | 26 novembre 2000  | LINEAR                                                 |
| 22171 Choi          | 2000 WK179               | 26 novembre 2000  | LINEAR                                                 |
| 22172 -             | 2000 XQ11                | 4 dicembre 2000   | LINEAR                                                 |
| 22173 Myersdavis    | 2000 XE25                | 4 dicembre 2000   | LINEAR                                                 |
| 22174 Allisonmae    | 2000 XG28                | 4 dicembre 2000   | LINEAR                                                 |
| 22175 -             | 2000 XS29                | 4 dicembre 2000   | LINEAR                                                 |
| 22176 -             | 2000 XG36                | 5 dicembre 2000   | LINEAR                                                 |
| 22177 Saotome       | 2000 XS38                | 6 dicembre 2000   | BATTeRS                                                |
| 22178 -             | 2000 XW40                | 5 dicembre 2000   | LINEAR                                                 |
| 22179 -             | 2000 YY                  | 17 dicembre 2000  | K. Korlević                                            |
| 22180 Paeon         | 2000 YZ                  | 19 dicembre 2000  | LONEOS                                                 |
| 22181 -             | 2000 YA6                 | 20 dicembre 2000  | LINEAR                                                 |
| 22182 -             | 2000 YR9                 | 22 dicembre 2000  | Spacewatch                                             |
| 22183 Canonlau      | 2000 YE12                | 23 dicembre 2000  | W. K. Y. Yeung                                         |
| 22184 Rudolfveltman | 2000 YT15                | 22 dicembre 2000  | LONEOS                                                 |
| 22185 Štiavnica     | 2000 YV28                | 29 dicembre 2000  | P. Kušnirák, U. Babiaková                              |
| 22186 -             | 2000 YO30                | 29 dicembre 2000  | NEAT                                                   |
| 22187 -             | 2000 YZ33                | 28 dicembre 2000  | LINEAR                                                 |
| 22188 -             | 2000 YU61                | 30 dicembre 2000  | LINEAR                                                 |
| 22189 Gijskatgert   | 2049 P-L                 | 24 settembre 1960 | C. J. van Houten, I. van Houten-Groeneveld, T. Gehrels |
| 22190 Stellakwee    | 2100 P-L                 | 24 settembre 1960 | C. J. van Houten, I. van Houten-Groeneveld, T. Gehrels |
| 22191 Achúcarro     | 2113 P-L                 | 24 settembre 1960 | C. J. van Houten, I. van Houten-Groeneveld, T. Gehrels |
| 22192 Vivienreuter  | 2571 P-L                 | 24 settembre 1960 | C. J. van Houten, I. van Houten-Groeneveld, T. Gehrels |
| 22193 -             | 2712 P-L                 | 24 settembre 1960 | C. J. van Houten, I. van Houten-Groeneveld, T. Gehrels |
| 22194 -             | 2740 P-L                 | 24 settembre 1960 | C. J. van Houten, I. van Houten-Groeneveld, T. Gehrels |
| 22195 Nevadodelruiz | 3509 P-L                 | 17 ottobre 1960   | C. J. van Houten, I. van Houten-Groeneveld, T. Gehrels |
| 22196 -             | 3518 P-L                 | 17 ottobre 1960   | C. J. van Houten, I. van Houten-Groeneveld, T. Gehrels |
| 22197 -             | 3555 P-L                 | 22 ottobre 1960   | C. J. van Houten, I. van Houten-Groeneveld, T. Gehrels |
| 22198 -             | 4080 P-L                 | 24 settembre 1960 | C. J. van Houten, I. van Houten-Groeneveld, T. Gehrels |
| 22199 Klonios       | 4572 P-L                 | 24 settembre 1960 | C. J. van Houten, I. van Houten-Groeneveld, T. Gehrels |
| 22200 -             | 4573 P-L                 | 26 settembre 1960 | C. J. van Houten, I. van Houten-Groeneveld, T. Gehrels |

## 22201-22300
| Nome                   | Designazione provvisoria | Data di scoperta  | Scopritore                                             |
| ---------------------- | ------------------------ | ----------------- | ------------------------------------------------------ |
| 22201 -                | 4584 P-L                 | 24 settembre 1960 | C. J. van Houten, I. van Houten-Groeneveld, T. Gehrels |
| 22202 -                | 4715 P-L                 | 24 settembre 1960 | C. J. van Houten, I. van Houten-Groeneveld, T. Gehrels |
| 22203 Prothoenor       | 6020 P-L                 | 24 settembre 1960 | C. J. van Houten, I. van Houten-Groeneveld, T. Gehrels |
| 22204 -                | 6121 P-L                 | 24 settembre 1960 | C. J. van Houten, I. van Houten-Groeneveld, T. Gehrels |
| 22205 -                | 6703 P-L                 | 24 settembre 1960 | C. J. van Houten, I. van Houten-Groeneveld, T. Gehrels |
| 22206 -                | 6735 P-L                 | 24 settembre 1960 | C. J. van Houten, I. van Houten-Groeneveld, T. Gehrels |
| 22207 -                | 7081 P-L                 | 17 ottobre 1960   | C. J. van Houten, I. van Houten-Groeneveld, T. Gehrels |
| 22208 -                | 7605 P-L                 | 17 ottobre 1960   | C. J. van Houten, I. van Houten-Groeneveld, T. Gehrels |
| 22209 -                | 1056 T-1                 | 25 marzo 1971     | C. J. van Houten, I. van Houten-Groeneveld, T. Gehrels |
| 22210 -                | 2206 T-1                 | 25 marzo 1971     | C. J. van Houten, I. van Houten-Groeneveld, T. Gehrels |
| 22211 -                | 3106 T-1                 | 26 marzo 1971     | C. J. van Houten, I. van Houten-Groeneveld, T. Gehrels |
| 22212 -                | 3195 T-1                 | 26 marzo 1971     | C. J. van Houten, I. van Houten-Groeneveld, T. Gehrels |
| 22213 -                | 4322 T-1                 | 26 marzo 1971     | C. J. van Houten, I. van Houten-Groeneveld, T. Gehrels |
| 22214 -                | 4326 T-1                 | 26 marzo 1971     | C. J. van Houten, I. van Houten-Groeneveld, T. Gehrels |
| 22215 -                | 1108 T-2                 | 29 settembre 1973 | C. J. van Houten, I. van Houten-Groeneveld, T. Gehrels |
| 22216 -                | 1242 T-2                 | 29 settembre 1973 | C. J. van Houten, I. van Houten-Groeneveld, T. Gehrels |
| 22217 -                | 1260 T-2                 | 29 settembre 1973 | C. J. van Houten, I. van Houten-Groeneveld, T. Gehrels |
| 22218 -                | 2064 T-2                 | 29 settembre 1973 | C. J. van Houten, I. van Houten-Groeneveld, T. Gehrels |
| 22219 -                | 2066 T-2                 | 29 settembre 1973 | C. J. van Houten, I. van Houten-Groeneveld, T. Gehrels |
| 22220 -                | 2097 T-2                 | 29 settembre 1973 | C. J. van Houten, I. van Houten-Groeneveld, T. Gehrels |
| 22221 -                | 2243 T-2                 | 29 settembre 1973 | C. J. van Houten, I. van Houten-Groeneveld, T. Gehrels |
| 22222 Hodios           | 3156 T-2                 | 30 settembre 1973 | C. J. van Houten, I. van Houten-Groeneveld, T. Gehrels |
| 22223 -                | 3232 T-2                 | 30 settembre 1973 | C. J. van Houten, I. van Houten-Groeneveld, T. Gehrels |
| 22224 -                | 3270 T-2                 | 30 settembre 1973 | C. J. van Houten, I. van Houten-Groeneveld, T. Gehrels |
| 22225 -                | 4091 T-2                 | 29 settembre 1973 | C. J. van Houten, I. van Houten-Groeneveld, T. Gehrels |
| 22226 -                | 4328 T-2                 | 29 settembre 1973 | C. J. van Houten, I. van Houten-Groeneveld, T. Gehrels |
| 22227 Polyxenos        | 5030 T-2                 | 25 settembre 1973 | C. J. van Houten, I. van Houten-Groeneveld, T. Gehrels |
| 22228 -                | 5081 T-2                 | 25 settembre 1973 | C. J. van Houten, I. van Houten-Groeneveld, T. Gehrels |
| 22229 -                | 5415 T-2                 | 25 settembre 1973 | C. J. van Houten, I. van Houten-Groeneveld, T. Gehrels |
| 22230 -                | 1022 T-3                 | 17 ottobre 1977   | C. J. van Houten, I. van Houten-Groeneveld, T. Gehrels |
| 22231 -                | 2239 T-3                 | 16 ottobre 1977   | C. J. van Houten, I. van Houten-Groeneveld, T. Gehrels |
| 22232 -                | 2311 T-3                 | 16 ottobre 1977   | C. J. van Houten, I. van Houten-Groeneveld, T. Gehrels |
| 22233 -                | 3093 T-3                 | 16 ottobre 1977   | C. J. van Houten, I. van Houten-Groeneveld, T. Gehrels |
| 22234 -                | 3166 T-3                 | 16 ottobre 1977   | C. J. van Houten, I. van Houten-Groeneveld, T. Gehrels |
| 22235 -                | 3502 T-3                 | 16 ottobre 1977   | C. J. van Houten, I. van Houten-Groeneveld, T. Gehrels |
| 22236 -                | 3535 T-3                 | 16 ottobre 1977   | C. J. van Houten, I. van Houten-Groeneveld, T. Gehrels |
| 22237 -                | 3833 T-3                 | 16 ottobre 1977   | C. J. van Houten, I. van Houten-Groeneveld, T. Gehrels |
| 22238 -                | 3854 T-3                 | 16 ottobre 1977   | C. J. van Houten, I. van Houten-Groeneveld, T. Gehrels |
| 22239 -                | 4030 T-3                 | 16 ottobre 1977   | C. J. van Houten, I. van Houten-Groeneveld, T. Gehrels |
| 22240 -                | 4039 T-3                 | 16 ottobre 1977   | C. J. van Houten, I. van Houten-Groeneveld, T. Gehrels |
| 22241 -                | 4072 T-3                 | 16 ottobre 1977   | C. J. van Houten, I. van Houten-Groeneveld, T. Gehrels |
| 22242 -                | 4080 T-3                 | 16 ottobre 1977   | C. J. van Houten, I. van Houten-Groeneveld, T. Gehrels |
| 22243 -                | 4141 T-3                 | 16 ottobre 1977   | C. J. van Houten, I. van Houten-Groeneveld, T. Gehrels |
| 22244 -                | 4235 T-3                 | 16 ottobre 1977   | C. J. van Houten, I. van Houten-Groeneveld, T. Gehrels |
| 22245 -                | 4309 T-3                 | 16 ottobre 1977   | C. J. van Houten, I. van Houten-Groeneveld, T. Gehrels |
| 22246 -                | 4380 T-3                 | 16 ottobre 1977   | C. J. van Houten, I. van Houten-Groeneveld, T. Gehrels |
| 22247 -                | 4611 T-3                 | 16 ottobre 1977   | C. J. van Houten, I. van Houten-Groeneveld, T. Gehrels |
| 22248 -                | 5029 T-3                 | 16 ottobre 1977   | C. J. van Houten, I. van Houten-Groeneveld, T. Gehrels |
| 22249 Dvorets Pionerov | 1972 RF2                 | 11 settembre 1972 | N. S. Chernykh                                         |
| 22250 Konstfrolov      | 1978 RD2                 | 7 settembre 1978  | T. M. Smirnova                                         |
| 22251 Eden             | 1978 RT6                 | 2 settembre 1978  | C.-I. Lagerkvist                                       |
| 22252 -                | 1978 SG                  | 27 settembre 1978 | R. M. West                                             |
| 22253 Sivers           | 1978 SU7                 | 26 settembre 1978 | L. V. Zhuravleva                                       |
| 22254 Vladbarmin       | 1978 TV2                 | 3 ottobre 1978    | N. S. Chernykh                                         |
| 22255 -                | 1978 VX4                 | 7 novembre 1978   | E. F. Helin, S. J. Bus                                 |
| 22256 -                | 1978 VP9                 | 7 novembre 1978   | E. F. Helin, S. J. Bus                                 |
| 22257 -                | 1978 VJ10                | 7 novembre 1978   | E. F. Helin, S. J. Bus                                 |
| 22258 -                | 1979 MB3                 | 25 giugno 1979    | E. F. Helin, S. J. Bus                                 |
| 22259 -                | 1979 MD5                 | 25 giugno 1979    | E. F. Helin, S. J. Bus                                 |
| 22260 Ur               | 1979 UR                  | 19 ottobre 1979   | A. Mrkos                                               |
| 22261 -                | 1980 AB                  | 13 gennaio 1980   | Z. Vávrová                                             |
| 22262 -                | 1980 PZ2                 | 4 agosto 1980     | Royal Observatory Edinburgh                            |
| 22263 Pignedoli        | 1980 RC                  | 3 settembre 1980  | Osservatorio San Vittore                               |
| 22264 -                | 1981 EX8                 | 1 marzo 1981      | S. J. Bus                                              |
| 22265 -                | 1981 EE11                | 1 marzo 1981      | S. J. Bus                                              |
| 22266 -                | 1981 EQ11                | 7 marzo 1981      | S. J. Bus                                              |
| 22267 -                | 1981 ET23                | 3 marzo 1981      | S. J. Bus                                              |
| 22268 -                | 1981 EJ26                | 2 marzo 1981      | S. J. Bus                                              |
| 22269 -                | 1981 EK27                | 2 marzo 1981      | S. J. Bus                                              |
| 22270 -                | 1981 EQ30                | 2 marzo 1981      | S. J. Bus                                              |
| 22271 -                | 1981 EZ32                | 1 marzo 1981      | S. J. Bus                                              |
| 22272 -                | 1981 EY39                | 2 marzo 1981      | S. J. Bus                                              |
| 22273 -                | 1981 QO3                 | 26 agosto 1981    | H. Debehogne                                           |
| 22274 -                | 1981 RN                  | 7 settembre 1981  | A. Mrkos                                               |
| 22275 Barentsen        | 1982 BU                  | 18 gennaio 1982   | E. Bowell                                              |
| 22276 Belkin           | 1982 UH9                 | 21 ottobre 1982   | L. G. Karachkina                                       |
| 22277 Hirado           | 1982 VK4                 | 14 novembre 1982  | H. Kosai, K. Hurukawa                                  |
| 22278 Protitch         | 1983 RT3                 | 2 settembre 1983  | H. Debehogne                                           |
| 22279 -                | 1984 DM                  | 23 febbraio 1984  | H. Debehogne                                           |
| 22280 Mandragora       | 1985 CD2                 | 12 febbraio 1985  | H. Debehogne                                           |
| 22281 Popescu          | 1985 PC                  | 14 agosto 1985    | E. Bowell                                              |
| 22282 -                | 1985 RA                  | 11 settembre 1985 | Copenhagen Observatory                                 |
| 22283 Pytheas          | 1986 PY                  | 6 agosto 1986     | E. W. Elst, V. G. Ivanova                              |
| 22284 -                | 1986 SH                  | 30 settembre 1986 | A. Mrkos                                               |
| 22285 -                | 1987 RR                  | 3 settembre 1987  | E. W. Elst                                             |
| 22286 -                | 1988 BO3                 | 18 gennaio 1988   | H. Debehogne                                           |
| 22287 -                | 1988 RL12                | 14 settembre 1988 | S. J. Bus                                              |
| 22288 -                | 1988 TR2                 | 11 ottobre 1988   | A. Mrkos                                               |
| 22289 -                | 1988 XV1                 | 11 dicembre 1988  | S. Ueda, H. Kaneda                                     |
| 22290 -                | 1989 AO                  | 2 gennaio 1989    | E. F. Helin                                            |
| 22291 Heitifer         | 1989 CH5                 | 2 febbraio 1989   | F. Börngen                                             |
| 22292 Mosul            | 1989 SM1                 | 26 settembre 1989 | E. W. Elst                                             |
| 22293 -                | 1989 SK4                 | 26 settembre 1989 | E. W. Elst                                             |
| 22294 Simmons          | 1989 SC8                 | 28 settembre 1989 | C. S. Shoemaker, E. M. Shoemaker                       |
| 22295 -                | 1989 SZ9                 | 26 settembre 1989 | H. Debehogne                                           |
| 22296 -                | 1989 TW4                 | 7 ottobre 1989    | E. W. Elst                                             |
| 22297 -                | 1989 WA1                 | 21 novembre 1989  | Y. Mizuno, T. Furuta                                   |
| 22298 -                | 1990 EJ                  | 2 marzo 1990      | S. Ueda, H. Kaneda                                     |
| 22299 Georgesteiner    | 1990 GS                  | 15 aprile 1990    | E. W. Elst                                             |
| 22300 -                | 1990 OY                  | 19 luglio 1990    | E. F. Helin                                            |

## 22301-22400
| Nome                   | Designazione provvisoria | Data di scoperta  | Scopritore                  |
| ---------------------- | ------------------------ | ----------------- | --------------------------- |
| 22301 -                | 1990 OB1                 | 22 luglio 1990    | E. F. Helin                 |
| 22302 -                | 1990 OG4                 | 24 luglio 1990    | H. E. Holt                  |
| 22303 -                | 1990 QE4                 | 23 agosto 1990    | H. E. Holt                  |
| 22304 -                | 1990 RU9                 | 14 settembre 1990 | H. E. Holt                  |
| 22305 -                | 1990 SD2                 | 17 settembre 1990 | H. E. Holt                  |
| 22306 -                | 1990 SF4                 | 23 settembre 1990 | K. J. Lawrence              |
| 22307 -                | 1990 SU4                 | 16 settembre 1990 | A. Mrkos                    |
| 22308 -                | 1990 UO4                 | 16 ottobre 1990   | E. W. Elst                  |
| 22309 -                | 1990 VO4                 | 15 novembre 1990  | E. W. Elst                  |
| 22310 -                | 1990 WU1                 | 18 novembre 1990  | E. W. Elst                  |
| 22311 -                | 1991 EF2                 | 10 marzo 1991     | H. Debehogne                |
| 22312 Kelly            | 1991 GW1                 | 14 aprile 1991    | C. S. Shoemaker, D. H. Levy |
| 22313 -                | 1991 GP3                 | 8 aprile 1991     | E. W. Elst                  |
| 22314 -                | 1991 GV3                 | 8 aprile 1991     | E. W. Elst                  |
| 22315 -                | 1991 GA4                 | 8 aprile 1991     | E. W. Elst                  |
| 22316 -                | 1991 LO1                 | 6 giugno 1991     | E. W. Elst                  |
| 22317 -                | 1991 LL2                 | 6 giugno 1991     | E. W. Elst                  |
| 22318 -                | 1991 PG1                 | 15 agosto 1991    | E. F. Helin                 |
| 22319 -                | 1991 PX6                 | 6 agosto 1991     | E. W. Elst                  |
| 22320 -                | 1991 PH18                | 8 agosto 1991     | H. E. Holt                  |
| 22321 -                | 1991 RP                  | 4 settembre 1991  | E. F. Helin                 |
| 22322 Bodensee         | 1991 RQ4                 | 13 settembre 1991 | F. Börngen, L. D. Schmadel  |
| 22323 -                | 1991 RC6                 | 13 settembre 1991 | H. E. Holt                  |
| 22324 -                | 1991 RQ9                 | 10 settembre 1991 | H. E. Holt                  |
| 22325 -                | 1991 RE19                | 14 settembre 1991 | H. E. Holt                  |
| 22326 -                | 1991 SZ                  | 30 settembre 1991 | R. H. McNaught              |
| 22327 -                | 1991 TS                  | 1 ottobre 1991    | R. H. McNaught              |
| 22328 -                | 1991 VJ1                 | 4 novembre 1991   | S. Otomo                    |
| 22329 -                | 1991 VT5                 | 2 novembre 1991   | E. W. Elst                  |
| 22330 -                | 1991 VU5                 | 2 novembre 1991   | E. W. Elst                  |
| 22331 -                | 1992 AC1                 | 10 gennaio 1992   | A. Sugie                    |
| 22332 -                | 1992 DD8                 | 29 febbraio 1992  | UESAC                       |
| 22333 -                | 1992 DG10                | 29 febbraio 1992  | UESAC                       |
| 22334 -                | 1992 ES6                 | 1 marzo 1992      | UESAC                       |
| 22335 -                | 1992 ED18                | 3 marzo 1992      | UESAC                       |
| 22336 -                | 1992 EA19                | 1 marzo 1992      | UESAC                       |
| 22337 -                | 1992 EV32                | 2 marzo 1992      | UESAC                       |
| 22338 Janemojo         | 1992 LE                  | 3 giugno 1992     | C. S. Shoemaker, D. H. Levy |
| 22339 -                | 1992 OL3                 | 26 luglio 1992    | E. W. Elst                  |
| 22340 -                | 1992 OM6                 | 30 luglio 1992    | E. W. Elst                  |
| 22341 Francispoulenc   | 1992 PF                  | 8 agosto 1992     | E. W. Elst                  |
| 22342 -                | 1992 RW2                 | 2 settembre 1992  | E. W. Elst                  |
| 22343 -                | 1992 RM5                 | 2 settembre 1992  | E. W. Elst                  |
| 22344 -                | 1992 RJ7                 | 2 settembre 1992  | E. W. Elst                  |
| 22345 -                | 1992 SP2                 | 23 settembre 1992 | E. F. Helin                 |
| 22346 Katsumatatakashi | 1992 SY12                | 28 settembre 1992 | M. Yanai, K. Watanabe       |
| 22347 Mishinatakashi   | 1992 SE13                | 30 settembre 1992 | K. Endate, K. Watanabe      |
| 22348 Schmeidler       | 1992 SA17                | 24 settembre 1992 | F. Börngen, L. D. Schmadel  |
| 22349 -                | 1992 UH                  | 19 ottobre 1992   | S. Ueda, H. Kaneda          |
| 22350 -                | 1992 US                  | 21 ottobre 1992   | A. Sugie                    |
| 22351 Yamashitatoshiki | 1992 UT2                 | 19 ottobre 1992   | K. Endate, K. Watanabe      |
| 22352 Fujiwarakenjiro  | 1992 UP3                 | 26 ottobre 1992   | K. Endate, K. Watanabe      |
| 22353 -                | 1992 UA6                 | 28 ottobre 1992   | S. Ueda, H. Kaneda          |
| 22354 Sposetti         | 1992 UR8                 | 31 ottobre 1992   | F. Börngen                  |
| 22355 Yahabananshozan  | 1992 WD1                 | 16 novembre 1992  | K. Endate, K. Watanabe      |
| 22356 Feyerabend       | 1992 WS6                 | 19 novembre 1992  | Spacewatch                  |
| 22357 -                | 1992 YJ                  | 22 dicembre 1992  | A. Natori, T. Urata         |
| 22358 -                | 1993 FK11                | 17 marzo 1993     | UESAC                       |
| 22359 -                | 1993 FR11                | 17 marzo 1993     | UESAC                       |
| 22360 -                | 1993 FT11                | 17 marzo 1993     | UESAC                       |
| 22361 -                | 1993 FN14                | 17 marzo 1993     | UESAC                       |
| 22362 -                | 1993 FY19                | 17 marzo 1993     | UESAC                       |
| 22363 -                | 1993 FX21                | 21 marzo 1993     | UESAC                       |
| 22364 -                | 1993 FJ33                | 19 marzo 1993     | UESAC                       |
| 22365 -                | 1993 FQ43                | 19 marzo 1993     | UESAC                       |
| 22366 Flettner         | 1993 MT                  | 21 giugno 1993    | Spacewatch                  |
| 22367 -                | 1993 MZ                  | 18 giugno 1993    | R. H. McNaught              |
| 22368 -                | 1993 PV3                 | 14 agosto 1993    | E. W. Elst                  |
| 22369 Klinger          | 1993 SE3                 | 18 settembre 1993 | F. Börngen, L. D. Schmadel  |
| 22370 Italocalvino     | 1993 TJ2                 | 15 ottobre 1993   | Bassano Bresciano           |
| 22371 -                | 1993 TA16                | 9 ottobre 1993    | E. W. Elst                  |
| 22372 -                | 1993 TD28                | 9 ottobre 1993    | E. W. Elst                  |
| 22373 -                | 1993 TJ31                | 9 ottobre 1993    | E. W. Elst                  |
| 22374 -                | 1993 TX33                | 9 ottobre 1993    | E. W. Elst                  |
| 22375 -                | 1993 TF34                | 9 ottobre 1993    | E. W. Elst                  |
| 22376 -                | 1993 TX38                | 9 ottobre 1993    | E. W. Elst                  |
| 22377 -                | 1993 UW6                 | 20 ottobre 1993   | E. W. Elst                  |
| 22378 Gaherty          | 1994 AY10                | 8 gennaio 1994    | Spacewatch                  |
| 22379 Montale          | 1994 CO1                 | 10 febbraio 1994  | Farra d'Isonzo              |
| 22380 -                | 1994 CF10                | 7 febbraio 1994   | E. W. Elst                  |
| 22381 -                | 1994 CN10                | 7 febbraio 1994   | E. W. Elst                  |
| 22382 -                | 1994 CY16                | 8 febbraio 1994   | E. W. Elst                  |
| 22383 Nikolauspacassi  | 1994 EL                  | 5 marzo 1994      | Farra d'Isonzo              |
| 22384 -                | 1994 EZ6                 | 9 marzo 1994      | E. W. Elst                  |
| 22385 Fujimoriboshi    | 1994 EK7                 | 14 marzo 1994     | M. Hirasawa, S. Suzuki      |
| 22386 -                | 1994 PF14                | 10 agosto 1994    | E. W. Elst                  |
| 22387 -                | 1994 PN14                | 10 agosto 1994    | E. W. Elst                  |
| 22388 -                | 1994 PC15                | 10 agosto 1994    | E. W. Elst                  |
| 22389 -                | 1994 PC21                | 12 agosto 1994    | E. W. Elst                  |
| 22390 -                | 1994 PA23                | 12 agosto 1994    | E. W. Elst                  |
| 22391 -                | 1994 PE26                | 12 agosto 1994    | E. W. Elst                  |
| 22392 -                | 1994 PT27                | 12 agosto 1994    | E. W. Elst                  |
| 22393 -                | 1994 QV                  | 29 agosto 1994    | Y. Shimizu, T. Urata        |
| 22394 Kondouakira      | 1994 TO                  | 2 ottobre 1994    | K. Endate, K. Watanabe      |
| 22395 Ourakenji        | 1994 TD3                 | 2 ottobre 1994    | K. Endate, K. Watanabe      |
| 22396 -                | 1994 VR                  | 3 novembre 1994   | T. Kobayashi                |
| 22397 Minobe           | 1994 VV2                 | 4 novembre 1994   | K. Endate, K. Watanabe      |
| 22398 -                | 1994 WF1                 | 27 novembre 1994  | T. Kobayashi                |
| 22399 -                | 1995 CB                  | 1 febbraio 1995   | T. Kobayashi                |
| 22400 -                | 1995 CC                  | 1 febbraio 1995   | T. Kobayashi                |

## 22401-22500
| Nome                  | Designazione provvisoria | Data di scoperta  | Scopritore                           |
| --------------------- | ------------------------ | ----------------- | ------------------------------------ |
| 22401 Egisto          | 1995 DP3                 | 24 febbraio 1995  | M. Tombelli                          |
| 22402 Goshi           | 1995 GN                  | 3 aprile 1995     | A. Nakamura                          |
| 22403 Manjitludher    | 1995 LK                  | 5 giugno 1995     | D. J. Asher                          |
| (22404) 1995 ME4      | 1995 ME4                 | 29 giugno 1995    | Spacewatch                           |
| 22405 Gavioliremo     | 1995 OB                  | 19 luglio 1995    | Cavezzo                              |
| 22406 Garyboyle       | 1995 QW5                 | 22 agosto 1995    | Spacewatch                           |
| 22407 -               | 1995 SK2                 | 17 settembre 1995 | Y. Shimizu, T. Urata                 |
| 22408 -               | 1995 SC3                 | 20 settembre 1995 | S. Ueda, H. Kaneda                   |
| 22409 Nagatohideaki   | 1995 SU3                 | 20 settembre 1995 | K. Endate, K. Watanabe               |
| 22410 Grinspoon       | 1995 SS52                | 29 settembre 1995 | Spacewatch                           |
| 22411 -               | 1995 TR                  | 2 ottobre 1995    | T. Kobayashi                         |
| 22412 -               | 1995 UQ4                 | 25 ottobre 1995   | T. Kobayashi                         |
| 22413 Haifu           | 1995 UB13                | 17 ottobre 1995   | Spacewatch                           |
| 22414 Hornschemeier   | 1995 UB15                | 17 ottobre 1995   | Spacewatch                           |
| 22415 Humeivey        | 1995 UB21                | 19 ottobre 1995   | Spacewatch                           |
| 22416 Tanimotoyoshi   | 1995 UC47                | 28 ottobre 1995   | K. Endate, K. Watanabe               |
| 22417 -               | 1995 WK1                 | 18 novembre 1995  | T. Kobayashi                         |
| 22418 -               | 1995 WM4                 | 20 novembre 1995  | T. Kobayashi                         |
| 22419 -               | 1995 WP5                 | 24 novembre 1995  | T. Kobayashi                         |
| 22420 -               | 1995 WL42                | 28 novembre 1995  | Beijing Schmidt CCD Asteroid Program |
| 22421 Jamesedgar      | 1995 XC5                 | 14 dicembre 1995  | Spacewatch                           |
| 22422 Kenmount Hill   | 1995 YO5                 | 16 dicembre 1995  | Spacewatch                           |
| 22423 Kudlacek        | 1995 YJ12                | 19 dicembre 1995  | Spacewatch                           |
| 22424 -               | 1995 YS21                | 20 dicembre 1995  | NEAT                                 |
| 22425 -               | 1996 AZ                  | 11 gennaio 1996   | T. Kobayashi                         |
| 22426 Mikehanes       | 1996 AH9                 | 13 gennaio 1996   | Spacewatch                           |
| 22427 -               | 1996 DB                  | 18 febbraio 1996  | T. Kobayashi                         |
| 22428 -               | 1996 DT                  | 19 febbraio 1996  | T. Kobayashi                         |
| 22429 Jurašek         | 1996 DD1                 | 22 febbraio 1996  | A. Galád, A. Pravda                  |
| 22430 -               | 1996 DM2                 | 23 febbraio 1996  | T. Kobayashi                         |
| 22431 -               | 1996 DY2                 | 28 febbraio 1996  | S. P. Laurie                         |
| 22432 Pamgriffin      | 1996 EJ14                | 12 marzo 1996     | Spacewatch                           |
| 22433 -               | 1996 GC2                 | 9 aprile 1996     | S. Otomo                             |
| 22434 Peredery        | 1996 GE6                 | 11 aprile 1996    | Spacewatch                           |
| 22435 Pierfederici    | 1996 GN7                 | 12 aprile 1996    | Spacewatch                           |
| 22436 -               | 1996 GO17                | 15 aprile 1996    | E. W. Elst                           |
| 22437 -               | 1996 GR20                | 15 aprile 1996    | E. W. Elst                           |
| 22438 -               | 1996 HQ19                | 18 aprile 1996    | E. W. Elst                           |
| 22439 -               | 1996 HL20                | 18 aprile 1996    | E. W. Elst                           |
| 22440 Bangsgaard      | 1996 KA                  | 17 maggio 1996    | A. Galád, A. Pravda                  |
| 22441 -               | 1996 PA9                 | 8 agosto 1996     | E. W. Elst                           |
| 22442 Blaha           | 1996 TM9                 | 14 ottobre 1996   | J. Tichá, M. Tichý                   |
| 22443 -               | 1996 TJ11                | 11 ottobre 1996   | K. Endate                            |
| 22444 -               | 1996 TK12                | 15 ottobre 1996   | Y. Shimizu, T. Urata                 |
| 22445 -               | 1996 TT14                | 9 ottobre 1996    | S. Ueda, H. Kaneda                   |
| 22446 Philwhitney     | 1996 TU25                | 6 ottobre 1996    | Spacewatch                           |
| 22447 -               | 1996 TP34                | 10 ottobre 1996   | Spacewatch                           |
| 22448 Ricksaunders    | 1996 TP35                | 11 ottobre 1996   | Spacewatch                           |
| 22449 Ottijeff        | 1996 VC                  | 1 novembre 1996   | T. B. Spahr                          |
| 22450 Nové Hrady      | 1996 VN                  | 3 novembre 1996   | Kleť                                 |
| 22451 Tymothycoons    | 1996 VN6                 | 13 novembre 1996  | A. Boattini, A. Di Paola             |
| 22452 -               | 1996 VD8                 | 3 novembre 1996   | S. Ueda, H. Kaneda                   |
| 22453 Shibusawaeiichi | 1996 VC9                 | 7 novembre 1996   | K. Endate, K. Watanabe               |
| 22454 Rosalylopes     | 1996 VU17                | 6 novembre 1996   | Spacewatch                           |
| 22455 -               | 1996 XK1                 | 2 dicembre 1996   | T. Kobayashi                         |
| 22456 Salopek         | 1996 XF12                | 4 dicembre 1996   | Spacewatch                           |
| 22457 -               | 1996 XC15                | 10 dicembre 1996  | Beijing Schmidt CCD Asteroid Program |
| 22458 -               | 1996 XD31                | 14 dicembre 1996  | T. Kobayashi                         |
| 22459 -               | 1997 AD2                 | 3 gennaio 1997    | T. Kobayashi                         |
| 22460 -               | 1997 AJ2                 | 3 gennaio 1997    | T. Kobayashi                         |
| 22461 -               | 1997 AB7                 | 9 gennaio 1997    | T. Kobayashi                         |
| 22462 -               | 1997 AF7                 | 9 gennaio 1997    | T. Kobayashi                         |
| 22463 -               | 1997 AT13                | 11 gennaio 1997   | NEAT                                 |
| 22464 -               | 1997 AG14                | 4 gennaio 1997    | Beijing Schmidt CCD Asteroid Program |
| 22465 Karelanděl      | 1997 AK18                | 15 gennaio 1997   | M. Tichý, Z. Moravec                 |
| 22466 -               | 1997 BA3                 | 30 gennaio 1997   | T. Kobayashi                         |
| 22467 Koharumi        | 1997 BC3                 | 30 gennaio 1997   | T. Kobayashi                         |
| 22468 -               | 1997 CK1                 | 1 febbraio 1997   | T. Kobayashi                         |
| 22469 Poloniny        | 1997 CP1                 | 2 febbraio 1997   | P. Kolény, L. Kornoš                 |
| 22470 Shirakawa-go    | 1997 CR21                | 9 febbraio 1997   | N. Sato                              |
| 22471 -               | 1997 CR28                | 2 febbraio 1997   | Beijing Schmidt CCD Asteroid Program |
| 22472 -               | 1997 CT28                | 6 febbraio 1997   | Beijing Schmidt CCD Asteroid Program |
| 22473 Stanleyhey      | 1997 EN4                 | 2 marzo 1997      | Spacewatch                           |
| 22474 Frobenius       | 1997 ED8                 | 8 marzo 1997      | P. G. Comba                          |
| 22475 Stanrunge       | 1997 EH13                | 3 marzo 1997      | Spacewatch                           |
| 22476 -               | 1997 EM23                | 8 marzo 1997      | Beijing Schmidt CCD Asteroid Program |
| 22477 Julimacoraor    | 1997 EU42                | 10 marzo 1997     | LINEAR                               |
| 22478 -               | 1997 EM48                | 11 marzo 1997     | E. W. Elst                           |
| 22479 -               | 1997 FY1                 | 29 marzo 1997     | Beijing Schmidt CCD Asteroid Program |
| 22480 Maedatoshihisa  | 1997 GU3                 | 3 aprile 1997     | K. Endate, K. Watanabe               |
| 22481 Zachlynn        | 1997 GM13                | 3 aprile 1997     | LINEAR                               |
| 22482 Michbertier     | 1997 GK16                | 3 aprile 1997     | LINEAR                               |
| 22483 -               | 1997 GX16                | 3 aprile 1997     | LINEAR                               |
| 22484 -               | 1997 GX21                | 6 aprile 1997     | LINEAR                               |
| 22485 Unterman        | 1997 GS22                | 6 aprile 1997     | LINEAR                               |
| 22486 -               | 1997 GZ22                | 6 aprile 1997     | LINEAR                               |
| 22487 Megphillips     | 1997 GP23                | 6 aprile 1997     | LINEAR                               |
| 22488 Martyschwartz   | 1997 GP24                | 7 aprile 1997     | LINEAR                               |
| 22489 Yanaka          | 1997 GR24                | 7 aprile 1997     | A. Nakamura                          |
| 22490 Zigamiyama      | 1997 GB26                | 11 aprile 1997    | T. Okuni                             |
| 22491 -               | 1997 GX32                | 3 aprile 1997     | LINEAR                               |
| 22492 Mosig           | 1997 GN35                | 6 aprile 1997     | LINEAR                               |
| 22493 -               | 1997 GP40                | 7 aprile 1997     | E. W. Elst                           |
| 22494 Trillium        | 1997 JL                  | 2 maggio 1997     | Spacewatch                           |
| 22495 Fubini          | 1997 JU3                 | 6 maggio 1997     | P. G. Comba                          |
| 22496 -               | 1997 JH13                | 3 maggio 1997     | E. W. Elst                           |
| 22497 Immanuelfuchs   | 1997 KG                  | 30 maggio 1997    | P. G. Comba                          |
| 22498 Willman         | 1997 LY2                 | 5 giugno 1997     | Spacewatch                           |
| 22499 Wunibaldkamm    | 1997 MP9                 | 27 giugno 1997    | Spacewatch                           |
| 22500 Grazianoventre  | 1997 OJ                  | 26 luglio 1997    | P. Sicoli, A. Testa                  |

## 22501-22600
| Nome               | Designazione provvisoria | Data di scoperta  | Scopritore                           |
| ------------------ | ------------------------ | ----------------- | ------------------------------------ |
| 22501 -            | 1997 PR3                 | 5 agosto 1997     | Beijing Schmidt CCD Asteroid Program |
| 22502 -            | 1997 SW                  | 16 settembre 1997 | Beijing Schmidt CCD Asteroid Program |
| 22503 Thalpius     | 1997 TB12                | 7 ottobre 1997    | M. Tichý, Z. Moravec                 |
| 22504 -            | 1997 TD17                | 6 ottobre 1997    | Y. Shimizu, T. Urata                 |
| 22505 Lewit        | 1997 UF                  | 19 ottobre 1997   | L. Šarounová                         |
| 22506 -            | 1997 WD8                 | 24 novembre 1997  | T. Kobayashi                         |
| 22507 -            | 1997 WA31                | 29 novembre 1997  | LINEAR                               |
| 22508 -            | 1997 WZ42                | 29 novembre 1997  | LINEAR                               |
| 22509 -            | 1997 YY2                 | 24 dicembre 1997  | T. Kobayashi                         |
| 22510 -            | 1997 YV7                 | 21 dicembre 1997  | Spacewatch                           |
| 22511 -            | 1997 YC10                | 28 dicembre 1997  | T. Kobayashi                         |
| 22512 Cannat       | 1998 BH26                | 28 gennaio 1998   | ODAS                                 |
| 22513 -            | 1998 BX32                | 29 gennaio 1998   | ODAS                                 |
| 22514 -            | 1998 DN5                 | 22 febbraio 1998  | NEAT                                 |
| 22515 -            | 1998 DJ15                | 22 febbraio 1998  | NEAT                                 |
| 22516 -            | 1998 DN28                | 26 febbraio 1998  | Spacewatch                           |
| 22517 Alexzanardi  | 1998 DX32                | 26 febbraio 1998  | M. Tombelli, G. Forti                |
| 22518 -            | 1998 DG34                | 27 febbraio 1998  | E. W. Elst                           |
| 22519 Gerardklein  | 1998 EC2                 | 2 marzo 1998      | ODAS                                 |
| 22520 -            | 1998 EL2                 | 2 marzo 1998      | ODAS                                 |
| 22521 ZZ Top       | 1998 ER2                 | 2 marzo 1998      | ODAS                                 |
| 22522 -            | 1998 EF6                 | 2 marzo 1998      | Y. Shimizu, T. Urata                 |
| 22523 -            | 1998 EZ10                | 1 marzo 1998      | E. W. Elst                           |
| 22524 -            | 1998 FB6                 | 18 marzo 1998     | Spacewatch                           |
| 22525 -            | 1998 FB12                | 24 marzo 1998     | NEAT                                 |
| 22526 -            | 1998 FV15                | 22 marzo 1998     | A. López, R. Pacheco                 |
| 22527 Gawlik       | 1998 FG20                | 20 marzo 1998     | LINEAR                               |
| 22528 Elysehope    | 1998 FH34                | 20 marzo 1998     | LINEAR                               |
| 22529 -            | 1998 FB40                | 20 marzo 1998     | LINEAR                               |
| 22530 Huynh-Le     | 1998 FY41                | 20 marzo 1998     | LINEAR                               |
| 22531 Davidkelley  | 1998 FN43                | 20 marzo 1998     | LINEAR                               |
| 22532 -            | 1998 FG45                | 20 marzo 1998     | LINEAR                               |
| 22533 Krishnan     | 1998 FX47                | 20 marzo 1998     | LINEAR                               |
| 22534 Lieblich     | 1998 FF57                | 20 marzo 1998     | LINEAR                               |
| 22535 -            | 1998 FH60                | 20 marzo 1998     | LINEAR                               |
| 22536 Katelowry    | 1998 FY61                | 20 marzo 1998     | LINEAR                               |
| 22537 Meyerowitz   | 1998 FB62                | 20 marzo 1998     | LINEAR                               |
| 22538 Lucasmoller  | 1998 FS63                | 20 marzo 1998     | LINEAR                               |
| 22539 -            | 1998 FT65                | 20 marzo 1998     | LINEAR                               |
| 22540 Mork         | 1998 FZ67                | 20 marzo 1998     | LINEAR                               |
| 22541 -            | 1998 FC68                | 20 marzo 1998     | LINEAR                               |
| 22542 Pendri       | 1998 FG71                | 20 marzo 1998     | LINEAR                               |
| 22543 Ranjan       | 1998 FA75                | 24 marzo 1998     | LINEAR                               |
| 22544 Sarahrapo    | 1998 FL75                | 24 marzo 1998     | LINEAR                               |
| 22545 Brittrusso   | 1998 FP77                | 24 marzo 1998     | LINEAR                               |
| 22546 Schickler    | 1998 FK78                | 24 marzo 1998     | LINEAR                               |
| 22547 Kimberscott  | 1998 FO78                | 24 marzo 1998     | LINEAR                               |
| 22548 -            | 1998 FV90                | 24 marzo 1998     | LINEAR                               |
| 22549 -            | 1998 FQ94                | 24 marzo 1998     | LINEAR                               |
| 22550 Jonsellon    | 1998 FK106               | 31 marzo 1998     | LINEAR                               |
| 22551 Adamsolomon  | 1998 FU110               | 31 marzo 1998     | LINEAR                               |
| 22552 -            | 1998 FN112               | 31 marzo 1998     | LINEAR                               |
| 22553 Yisun        | 1998 FS116               | 31 marzo 1998     | LINEAR                               |
| 22554 Shoshanatell | 1998 FC118               | 31 marzo 1998     | LINEAR                               |
| 22555 Joevellone   | 1998 FU118               | 31 marzo 1998     | LINEAR                               |
| 22556 -            | 1998 FU120               | 20 marzo 1998     | LINEAR                               |
| 22557 -            | 1998 FF140               | 29 marzo 1998     | LINEAR                               |
| 22558 Mladen       | 1998 HH3                 | 22 aprile 1998    | P. Kolény, L. Kornoš                 |
| 22559 -            | 1998 HQ12                | 19 aprile 1998    | Spacewatch                           |
| 22560 -            | 1998 HD17                | 18 aprile 1998    | LINEAR                               |
| 22561 Miviscardi   | 1998 HX18                | 18 aprile 1998    | LINEAR                               |
| 22562 Wage         | 1998 HC19                | 18 aprile 1998    | LINEAR                               |
| 22563 Xinwang      | 1998 HQ19                | 18 aprile 1998    | LINEAR                               |
| 22564 Jeffreyxing  | 1998 HP29                | 20 aprile 1998    | LINEAR                               |
| 22565 -            | 1998 HF30                | 20 aprile 1998    | LINEAR                               |
| 22566 Irazaitseva  | 1998 HY31                | 20 aprile 1998    | LINEAR                               |
| 22567 Zenisek      | 1998 HK33                | 20 aprile 1998    | LINEAR                               |
| 22568 -            | 1998 HR34                | 20 aprile 1998    | LINEAR                               |
| 22569 -            | 1998 HK36                | 20 aprile 1998    | LINEAR                               |
| 22570 Harleyzhang  | 1998 HN38                | 20 aprile 1998    | LINEAR                               |
| 22571 Letianzhang  | 1998 HA39                | 20 aprile 1998    | LINEAR                               |
| 22572 Yuanzhang    | 1998 HJ39                | 20 aprile 1998    | LINEAR                               |
| 22573 Johnzhou     | 1998 HY43                | 20 aprile 1998    | LINEAR                               |
| 22574 -            | 1998 HW44                | 20 aprile 1998    | LINEAR                               |
| 22575 Jayallen     | 1998 HC46                | 20 aprile 1998    | LINEAR                               |
| 22576 -            | 1998 HN46                | 20 aprile 1998    | LINEAR                               |
| 22577 Alfiuccio    | 1998 HT51                | 30 aprile 1998    | LONEOS                               |
| 22578 -            | 1998 HE59                | 21 aprile 1998    | LINEAR                               |
| 22579 Marcyeager   | 1998 HO62                | 21 aprile 1998    | LINEAR                               |
| 22580 Kenkaplan    | 1998 HB67                | 21 aprile 1998    | LINEAR                               |
| 22581 Rosahemphill | 1998 HH77                | 21 aprile 1998    | LINEAR                               |
| 22582 Patmiller    | 1998 HD82                | 21 aprile 1998    | LINEAR                               |
| 22583 Metzler      | 1998 HL86                | 21 aprile 1998    | LINEAR                               |
| 22584 Winigleason  | 1998 HP88                | 21 aprile 1998    | LINEAR                               |
| 22585 -            | 1998 HM92                | 21 aprile 1998    | LINEAR                               |
| 22586 Shellyhynes  | 1998 HC96                | 21 aprile 1998    | LINEAR                               |
| 22587 McKennon     | 1998 HB99                | 21 aprile 1998    | LINEAR                               |
| 22588 -            | 1998 HW99                | 21 aprile 1998    | LINEAR                               |
| 22589 Minor        | 1998 HY100               | 21 aprile 1998    | LINEAR                               |
| 22590 -            | 1998 HJ102               | 25 aprile 1998    | E. W. Elst                           |
| 22591 -            | 1998 HO102               | 25 aprile 1998    | E. W. Elst                           |
| 22592 -            | 1998 HD103               | 25 aprile 1998    | E. W. Elst                           |
| 22593 -            | 1998 HH107               | 23 aprile 1998    | LINEAR                               |
| 22594 Stoops       | 1998 HT107               | 23 aprile 1998    | LINEAR                               |
| 22595 -            | 1998 HD110               | 23 aprile 1998    | LINEAR                               |
| 22596 Kathwallace  | 1998 HB114               | 23 aprile 1998    | LINEAR                               |
| 22597 Lynzielinski | 1998 HM117               | 23 aprile 1998    | LINEAR                               |
| 22598 Francespearl | 1998 HO117               | 23 aprile 1998    | LINEAR                               |
| 22599 Heatherhall  | 1998 HR122               | 23 aprile 1998    | LINEAR                               |
| 22600 -            | 1998 HH123               | 23 aprile 1998    | LINEAR                               |

## 22601-22700
| Nome                | Designazione provvisoria | Data di scoperta  | Scopritore                           |
| ------------------- | ------------------------ | ----------------- | ------------------------------------ |
| 22601 -             | 1998 HD124               | 23 aprile 1998    | LINEAR                               |
| 22602 -             | 1998 HX124               | 23 aprile 1998    | LINEAR                               |
| 22603 Davidoconnor  | 1998 HK133               | 19 aprile 1998    | LINEAR                               |
| 22604 -             | 1998 HG138               | 21 aprile 1998    | LINEAR                               |
| 22605 Steverumsey   | 1998 HH147               | 23 aprile 1998    | LINEAR                               |
| 22606 -             | 1998 HK148               | 25 aprile 1998    | E. W. Elst                           |
| 22607 -             | 1998 HD149               | 25 aprile 1998    | E. W. Elst                           |
| 22608 -             | 1998 JP1                 | 1 maggio 1998     | NEAT                                 |
| 22609 -             | 1998 JT1                 | 1 maggio 1998     | NEAT                                 |
| 22610 -             | 1998 JK4                 | 6 maggio 1998     | Višnjan Observatory                  |
| 22611 Galerkin      | 1998 KB                  | 17 maggio 1998    | P. G. Comba                          |
| 22612 Dandibner     | 1998 KT3                 | 22 maggio 1998    | LONEOS                               |
| 22613 Callander     | 1998 KP4                 | 22 maggio 1998    | LONEOS                               |
| 22614 -             | 1998 KA6                 | 24 maggio 1998    | Spacewatch                           |
| 22615 -             | 1998 KB6                 | 24 maggio 1998    | Spacewatch                           |
| 22616 Bogolyubov    | 1998 KG7                 | 23 maggio 1998    | LONEOS                               |
| 22617 Vidphananu    | 1998 KH7                 | 23 maggio 1998    | LONEOS                               |
| 22618 Silva Nortica | 1998 KK9                 | 28 maggio 1998    | Kleť                                 |
| 22619 Ajscheetz     | 1998 KJ10                | 22 maggio 1998    | LINEAR                               |
| 22620 -             | 1998 KZ26                | 23 maggio 1998    | F. B. Zoltowski                      |
| 22621 Larrybartel   | 1998 KO28                | 22 maggio 1998    | LINEAR                               |
| 22622 Strong        | 1998 KV32                | 22 maggio 1998    | LINEAR                               |
| 22623 Fisico        | 1998 KR34                | 22 maggio 1998    | LINEAR                               |
| 22624 -             | 1998 KS34                | 22 maggio 1998    | LINEAR                               |
| 22625 Kanipe        | 1998 KB36                | 22 maggio 1998    | LINEAR                               |
| 22626 Jengordinier  | 1998 KS37                | 22 maggio 1998    | LINEAR                               |
| 22627 Aviscardi     | 1998 KM39                | 22 maggio 1998    | LINEAR                               |
| 22628 Michaelallen  | 1998 KV39                | 22 maggio 1998    | LINEAR                               |
| 22629 -             | 1998 KF40                | 22 maggio 1998    | LINEAR                               |
| 22630 Wallmuth      | 1998 KH45                | 22 maggio 1998    | LINEAR                               |
| 22631 Dillard       | 1998 KV47                | 22 maggio 1998    | LINEAR                               |
| 22632 DiNovis       | 1998 KG64                | 22 maggio 1998    | LINEAR                               |
| 22633 Fazio         | 1998 KK64                | 22 maggio 1998    | LINEAR                               |
| 22634 -             | 1998 MN7                 | 22 giugno 1998    | F. B. Zoltowski                      |
| 22635 -             | 1998 MZ11                | 19 giugno 1998    | LINEAR                               |
| 22636 -             | 1998 MV13                | 25 giugno 1998    | F. B. Zoltowski                      |
| 22637 -             | 1998 MR22                | 24 giugno 1998    | LINEAR                               |
| 22638 Abdulla       | 1998 MS31                | 24 giugno 1998    | LINEAR                               |
| 22639 Nickanthony   | 1998 MP32                | 24 giugno 1998    | LINEAR                               |
| 22640 Shalilabaena  | 1998 MJ34                | 24 giugno 1998    | LINEAR                               |
| 22641 -             | 1998 MX34                | 24 giugno 1998    | LINEAR                               |
| 22642 -             | 1998 NV                  | 15 luglio 1998    | Spacewatch                           |
| 22643 -             | 1998 OB3                 | 20 luglio 1998    | ODAS                                 |
| 22644 Matejbel      | 1998 OZ4                 | 27 luglio 1998    | P. Pravec, U. Babiaková              |
| 22645 Rotblat       | 1998 OT6                 | 26 luglio 1998    | LONEOS                               |
| 22646 -             | 1998 OB8                 | 26 luglio 1998    | E. W. Elst                           |
| 22647 Lévi-Strauss  | 1998 OR8                 | 26 luglio 1998    | E. W. Elst                           |
| 22648 -             | 1998 OG9                 | 26 luglio 1998    | E. W. Elst                           |
| 22649 Paulineloader | 1998 OD12                | 27 luglio 1998    | J. Broughton                         |
| 22650 Brianloader   | 1998 OG12                | 29 luglio 1998    | J. Broughton                         |
| 22651 -             | 1998 QW                  | 19 agosto 1998    | NEAT                                 |
| 22652 -             | 1998 QV1                 | 19 agosto 1998    | NEAT                                 |
| 22653 -             | 1998 QW2                 | 17 agosto 1998    | LINEAR                               |
| 22654 -             | 1998 QA5                 | 22 agosto 1998    | Beijing Schmidt CCD Asteroid Program |
| 22655 -             | 1998 QC7                 | 17 agosto 1998    | LINEAR                               |
| 22656 Aaronburrows  | 1998 QV7                 | 17 agosto 1998    | LINEAR                               |
| 22657 -             | 1998 QN8                 | 17 agosto 1998    | LINEAR                               |
| 22658 -             | 1998 QQ8                 | 17 agosto 1998    | LINEAR                               |
| 22659 -             | 1998 QW11                | 17 agosto 1998    | LINEAR                               |
| 22660 -             | 1998 QB16                | 17 agosto 1998    | LINEAR                               |
| 22661 -             | 1998 QP17                | 17 agosto 1998    | LINEAR                               |
| 22662 -             | 1998 QL18                | 17 agosto 1998    | LINEAR                               |
| 22663 -             | 1998 QV19                | 17 agosto 1998    | LINEAR                               |
| 22664 -             | 1998 QY22                | 17 agosto 1998    | LINEAR                               |
| 22665 -             | 1998 QL23                | 17 agosto 1998    | LINEAR                               |
| 22666 Josephchurch  | 1998 QE24                | 17 agosto 1998    | LINEAR                               |
| 22667 -             | 1998 QA26                | 25 agosto 1998    | Višnjan Observatory                  |
| 22668 -             | 1998 QF26                | 26 agosto 1998    | Višnjan Observatory                  |
| 22669 -             | 1998 QX32                | 17 agosto 1998    | LINEAR                               |
| 22670 -             | 1998 QO35                | 17 agosto 1998    | LINEAR                               |
| 22671 -             | 1998 QL36                | 17 agosto 1998    | LINEAR                               |
| 22672 -             | 1998 QV37                | 17 agosto 1998    | LINEAR                               |
| 22673 -             | 1998 QR38                | 17 agosto 1998    | LINEAR                               |
| 22674 -             | 1998 QF39                | 17 agosto 1998    | LINEAR                               |
| 22675 Davidcohn     | 1998 QZ39                | 17 agosto 1998    | LINEAR                               |
| 22676 -             | 1998 QS41                | 17 agosto 1998    | LINEAR                               |
| 22677 -             | 1998 QY41                | 17 agosto 1998    | LINEAR                               |
| 22678 -             | 1998 QB42                | 17 agosto 1998    | LINEAR                               |
| 22679 Amydavid      | 1998 QJ42                | 17 agosto 1998    | LINEAR                               |
| 22680 -             | 1998 QB44                | 17 agosto 1998    | LINEAR                               |
| 22681 -             | 1998 QL44                | 17 agosto 1998    | LINEAR                               |
| 22682 -             | 1998 QU47                | 17 agosto 1998    | LINEAR                               |
| 22683 -             | 1998 QB48                | 17 agosto 1998    | LINEAR                               |
| 22684 -             | 1998 QO50                | 17 agosto 1998    | LINEAR                               |
| 22685 Dominguez     | 1998 QL51                | 17 agosto 1998    | LINEAR                               |
| 22686 Mishchenko    | 1998 QL53                | 20 agosto 1998    | LONEOS                               |
| 22687 -             | 1998 QJ64                | 24 agosto 1998    | LINEAR                               |
| 22688 -             | 1998 QB77                | 24 agosto 1998    | LINEAR                               |
| 22689 -             | 1998 QQ84                | 24 agosto 1998    | LINEAR                               |
| 22690 -             | 1998 QU96                | 19 agosto 1998    | LINEAR                               |
| 22691 -             | 1998 QD99                | 26 agosto 1998    | E. W. Elst                           |
| 22692 Carfrekahl    | 1998 QE99                | 26 agosto 1998    | E. W. Elst                           |
| 22693 -             | 1998 QF102               | 26 agosto 1998    | E. W. Elst                           |
| 22694 Tyndall       | 1998 QF104               | 26 agosto 1998    | E. W. Elst                           |
| 22695 -             | 1998 QQ104               | 26 agosto 1998    | E. W. Elst                           |
| 22696 -             | 1998 QT105               | 25 agosto 1998    | E. W. Elst                           |
| 22697 Mánek         | 1998 RM                  | 7 settembre 1998  | L. Šarounová                         |
| 22698 -             | 1998 RA5                 | 10 settembre 1998 | Višnjan Observatory                  |
| 22699 -             | 1998 RU22                | 14 settembre 1998 | LINEAR                               |
| 22700 -             | 1998 RP37                | 14 settembre 1998 | LINEAR                               |

## 22701-22800
| Nome                 | Designazione provvisoria | Data di scoperta  | Scopritore                           |
| -------------------- | ------------------------ | ----------------- | ------------------------------------ |
| 22701 Cyannaskye     | 1998 RO38                | 14 settembre 1998 | LINEAR                               |
| 22702 -              | 1998 RO40                | 14 settembre 1998 | LINEAR                               |
| 22703 -              | 1998 RO44                | 14 settembre 1998 | LINEAR                               |
| 22704 -              | 1998 RZ52                | 14 settembre 1998 | LINEAR                               |
| 22705 Erinedwards    | 1998 RF53                | 14 settembre 1998 | LINEAR                               |
| 22706 Ganguly        | 1998 RT56                | 14 settembre 1998 | LINEAR                               |
| 22707 Jackgrundy     | 1998 RN62                | 14 settembre 1998 | LINEAR                               |
| 22708 -              | 1998 RK66                | 14 settembre 1998 | LINEAR                               |
| 22709 -              | 1998 RR73                | 14 settembre 1998 | LINEAR                               |
| 22710 -              | 1998 RF75                | 14 settembre 1998 | LINEAR                               |
| 22711 -              | 1998 RZ75                | 14 settembre 1998 | LINEAR                               |
| 22712 -              | 1998 RF78                | 14 settembre 1998 | LINEAR                               |
| 22713 -              | 1998 RK79                | 14 settembre 1998 | LINEAR                               |
| 22714 -              | 1998 SR2                 | 18 settembre 1998 | CSS                                  |
| 22715 -              | 1998 SQ6                 | 20 settembre 1998 | Spacewatch                           |
| 22716 -              | 1998 SV9                 | 16 settembre 1998 | Višnjan Observatory                  |
| 22717 Romeuf         | 1998 SF13                | 21 settembre 1998 | ODAS                                 |
| 22718 -              | 1998 SY15                | 16 settembre 1998 | Spacewatch                           |
| 22719 Nakadori       | 1998 SH25                | 22 settembre 1998 | LONEOS                               |
| 22720 -              | 1998 SF49                | 24 settembre 1998 | Višnjan Observatory                  |
| 22721 -              | 1998 ST50                | 26 settembre 1998 | Spacewatch                           |
| 22722 Timothycooper  | 1998 SE54                | 16 settembre 1998 | LONEOS                               |
| 22723 Edlopez        | 1998 SS58                | 17 settembre 1998 | LONEOS                               |
| 22724 Byatt          | 1998 SE59                | 17 settembre 1998 | LONEOS                               |
| 22725 Drabble        | 1998 SN62                | 19 settembre 1998 | LONEOS                               |
| 22726 -              | 1998 SZ72                | 21 settembre 1998 | E. W. Elst                           |
| 22727 -              | 1998 SV82                | 26 settembre 1998 | LINEAR                               |
| 22728 -              | 1998 SH106               | 26 settembre 1998 | LINEAR                               |
| 22729 Anthennig      | 1998 SV110               | 26 settembre 1998 | LINEAR                               |
| 22730 Jacobhurwitz   | 1998 SY118               | 26 settembre 1998 | LINEAR                               |
| 22731 -              | 1998 SD122               | 26 settembre 1998 | LINEAR                               |
| 22732 Jakpor         | 1998 SZ122               | 26 settembre 1998 | LINEAR                               |
| 22733 -              | 1998 SN132               | 26 settembre 1998 | LINEAR                               |
| 22734 Theojones      | 1998 SQ133               | 26 settembre 1998 | LINEAR                               |
| 22735 -              | 1998 SZ134               | 26 settembre 1998 | LINEAR                               |
| 22736 Kamitaki       | 1998 SM137               | 26 settembre 1998 | LINEAR                               |
| 22737 -              | 1998 SY139               | 26 settembre 1998 | LINEAR                               |
| 22738 -              | 1998 SL142               | 26 settembre 1998 | LINEAR                               |
| 22739 Sikhote-Alin   | 1998 SA144               | 18 settembre 1998 | E. W. Elst                           |
| 22740 Rayleigh       | 1998 SX146               | 20 settembre 1998 | E. W. Elst                           |
| 22741 -              | 1998 SQ154               | 26 settembre 1998 | LINEAR                               |
| 22742 -              | 1998 TX5                 | 15 ottobre 1998   | K. Korlević                          |
| 22743 -              | 1998 TD18                | 13 ottobre 1998   | Beijing Schmidt CCD Asteroid Program |
| 22744 Esterantonucci | 1998 TB34                | 14 ottobre 1998   | LONEOS                               |
| 22745 Rikuzentakata  | 1998 TN34                | 14 ottobre 1998   | LONEOS                               |
| 22746 -              | 1998 UC7                 | 22 ottobre 1998   | K. Korlević                          |
| 22747 -              | 1998 UD7                 | 22 ottobre 1998   | K. Korlević                          |
| 22748 -              | 1998 UW8                 | 17 ottobre 1998   | Beijing Schmidt CCD Asteroid Program |
| 22749 -              | 1998 UF19                | 27 ottobre 1998   | K. Korlević                          |
| 22750 -              | 1998 US20                | 29 ottobre 1998   | K. Korlević                          |
| 22751 -              | 1998 UA27                | 18 ottobre 1998   | E. W. Elst                           |
| 22752 -              | 1998 VS34                | 15 novembre 1998  | A. Boattini, M. Tombelli             |
| 22753 -              | 1998 WT                  | 16 novembre 1998  | LINEAR                               |
| 22754 Olympus        | 1998 WJ8                 | 26 novembre 1998  | J. Broughton                         |
| 22755 -              | 1998 WO9                 | 28 novembre 1998  | K. Korlević                          |
| 22756 Manpreetkaur   | 1998 WA10                | 18 novembre 1998  | LINEAR                               |
| 22757 Klimcak        | 1998 WF11                | 21 novembre 1998  | LINEAR                               |
| 22758 Lemp           | 1998 WP18                | 21 novembre 1998  | LINEAR                               |
| 22759 -              | 1998 XA4                 | 11 dicembre 1998  | T. Kobayashi                         |
| 22760 -              | 1998 XR4                 | 12 dicembre 1998  | T. Kobayashi                         |
| 22761 -              | 1998 YH4                 | 16 dicembre 1998  | F. B. Zoltowski                      |
| 22762 -              | 1998 YM12                | 27 dicembre 1998  | T. Kagawa                            |
| 22763 -              | 1999 AW3                 | 10 gennaio 1999   | T. Kobayashi                         |
| 22764 -              | 1999 AX3                 | 10 gennaio 1999   | T. Kobayashi                         |
| 22765 -              | 1999 AR5                 | 12 gennaio 1999   | T. Kobayashi                         |
| 22766 -              | 1999 AE7                 | 9 gennaio 1999    | K. Korlević                          |
| 22767 -              | 1999 AL21                | 14 gennaio 1999   | K. Korlević                          |
| 22768 -              | 1999 AU32                | 15 gennaio 1999   | Spacewatch                           |
| 22769 Aurelianora    | 1999 BD4                 | 19 gennaio 1999   | S. Sposetti                          |
| 22770 -              | 1999 BR14                | 24 gennaio 1999   | F. B. Zoltowski                      |
| 22771 -              | 1999 CU3                 | 10 febbraio 1999  | LINEAR                               |
| 22772 -              | 1999 CU17                | 10 febbraio 1999  | LINEAR                               |
| 22773 -              | 1999 CV17                | 10 febbraio 1999  | LINEAR                               |
| 22774 -              | 1999 CA19                | 10 febbraio 1999  | LINEAR                               |
| 22775 Jasonelloyd    | 1999 CV20                | 10 febbraio 1999  | LINEAR                               |
| 22776 Matossian      | 1999 CS24                | 10 febbraio 1999  | LINEAR                               |
| 22777 McAliley       | 1999 CU29                | 10 febbraio 1999  | LINEAR                               |
| 22778 -              | 1999 CN63                | 12 febbraio 1999  | LINEAR                               |
| 22779 -              | 1999 FU24                | 19 marzo 1999     | LINEAR                               |
| 22780 McAlpine       | 1999 FS37                | 20 marzo 1999     | LINEAR                               |
| 22781 -              | 1999 GN4                 | 10 aprile 1999    | K. Korlević                          |
| 22782 Kushalnaik     | 1999 GJ19                | 15 aprile 1999    | LINEAR                               |
| 22783 Teng           | 1999 GT52                | 11 aprile 1999    | LONEOS                               |
| 22784 Theresaoei     | 1999 JM43                | 10 maggio 1999    | LINEAR                               |
| 22785 -              | 1999 JP62                | 10 maggio 1999    | LINEAR                               |
| 22786 Willipete      | 1999 JY73                | 12 maggio 1999    | LINEAR                               |
| 22787 -              | 1999 JL81                | 14 maggio 1999    | LINEAR                               |
| 22788 von Steuben    | 1999 JA136               | 15 maggio 1999    | LONEOS                               |
| 22789 -              | 1999 KA4                 | 18 maggio 1999    | Spacewatch                           |
| 22790 -              | 1999 KP4                 | 20 maggio 1999    | LINEAR                               |
| 22791 Twarog         | 1999 LL7                 | 14 giugno 1999    | G. Bell                              |
| 22792 -              | 1999 NU                  | 7 luglio 1999     | K. Korlević                          |
| 22793 -              | 1999 NW1                 | 12 luglio 1999    | LINEAR                               |
| 22794 Lindsayleona   | 1999 NH4                 | 13 luglio 1999    | LINEAR                               |
| 22795 -              | 1999 NX14                | 14 luglio 1999    | LINEAR                               |
| 22796 -              | 1999 NH18                | 14 luglio 1999    | LINEAR                               |
| 22797 -              | 1999 NO18                | 14 luglio 1999    | LINEAR                               |
| 22798 -              | 1999 NU18                | 14 luglio 1999    | LINEAR                               |
| 22799 -              | 1999 NH21                | 14 luglio 1999    | LINEAR                               |
| 22800 -              | 1999 NY22                | 14 luglio 1999    | LINEAR                               |

## 22801-22900
| Nome               | Designazione provvisoria | Data di scoperta  | Scopritore             |
| ------------------ | ------------------------ | ----------------- | ---------------------- |
| 22801 -            | 1999 NP39                | 14 luglio 1999    | LINEAR                 |
| 22802 Sigiriya     | 1999 PK6                 | 13 agosto 1999    | LONEOS                 |
| 22803 -            | 1999 RV                  | 4 settembre 1999  | CSS                    |
| 22804 -            | 1999 RZ1                 | 6 settembre 1999  | K. Korlević            |
| 22805 -            | 1999 RR2                 | 6 settembre 1999  | CSS                    |
| 22806 -            | 1999 RZ3                 | 4 settembre 1999  | CSS                    |
| 22807 -            | 1999 RK7                 | 3 settembre 1999  | Spacewatch             |
| 22808 -            | 1999 RU12                | 7 settembre 1999  | LINEAR                 |
| 22809 Kensiequade  | 1999 RL13                | 7 settembre 1999  | LINEAR                 |
| 22810 Rawat        | 1999 RQ14                | 7 settembre 1999  | LINEAR                 |
| 22811 -            | 1999 RS15                | 7 settembre 1999  | LINEAR                 |
| 22812 Ricker       | 1999 RY15                | 7 settembre 1999  | LINEAR                 |
| 22813 -            | 1999 RY17                | 7 settembre 1999  | LINEAR                 |
| 22814 -            | 1999 RJ18                | 7 settembre 1999  | LINEAR                 |
| 22815 Sewell       | 1999 RN18                | 7 settembre 1999  | LINEAR                 |
| 22816 -            | 1999 RL21                | 7 settembre 1999  | LINEAR                 |
| 22817 Shankar      | 1999 RC23                | 7 settembre 1999  | LINEAR                 |
| 22818 -            | 1999 RX25                | 7 settembre 1999  | LINEAR                 |
| 22819 Davidtao     | 1999 RY26                | 7 settembre 1999  | LINEAR                 |
| 22820 -            | 1999 RM31                | 9 settembre 1999  | K. Korlević            |
| 22821 -            | 1999 RS33                | 2 settembre 1999  | G. Bell, G. Hug        |
| 22822 -            | 1999 RT35                | 12 settembre 1999 | K. Korlević            |
| 22823 -            | 1999 RN38                | 13 settembre 1999 | K. Korlević            |
| 22824 von Neumann  | 1999 RP38                | 12 settembre 1999 | P. Pravec, P. Kušnirák |
| 22825 -            | 1999 RO39                | 13 settembre 1999 | T. Stafford            |
| 22826 -            | 1999 RR42                | 14 settembre 1999 | K. Korlević            |
| 22827 Arvernia     | 1999 RQ45                | 8 settembre 1999  | T. Pauwels             |
| 22828 Jaynethomp   | 1999 RF50                | 7 settembre 1999  | LINEAR                 |
| 22829 Paigerin     | 1999 RH52                | 7 settembre 1999  | LINEAR                 |
| 22830 Tinker       | 1999 RW52                | 7 settembre 1999  | LINEAR                 |
| 22831 Trevanvoorth | 1999 RF53                | 7 settembre 1999  | LINEAR                 |
| 22832 -            | 1999 RM54                | 7 settembre 1999  | LINEAR                 |
| 22833 Scottyu      | 1999 RR75                | 7 settembre 1999  | LINEAR                 |
| 22834 -            | 1999 RL76                | 7 settembre 1999  | LINEAR                 |
| 22835 Rickgardner  | 1999 RT88                | 7 settembre 1999  | LINEAR                 |
| 22836 Leeannragasa | 1999 RH89                | 7 settembre 1999  | LINEAR                 |
| 22837 Richardcruz  | 1999 RR90                | 7 settembre 1999  | LINEAR                 |
| 22838 Darcyhampton | 1999 RF91                | 7 settembre 1999  | LINEAR                 |
| 22839 Richlawrence | 1999 RW92                | 7 settembre 1999  | LINEAR                 |
| 22840 Villarreal   | 1999 RB98                | 7 settembre 1999  | LINEAR                 |
| 22841 -            | 1999 RK105               | 8 settembre 1999  | LINEAR                 |
| 22842 Alenashort   | 1999 RC107               | 8 settembre 1999  | LINEAR                 |
| 22843 Stverak      | 1999 RF107               | 8 settembre 1999  | LINEAR                 |
| 22844 -            | 1999 RU111               | 9 settembre 1999  | LINEAR                 |
| 22845 -            | 1999 RA115               | 9 settembre 1999  | LINEAR                 |
| 22846 Fredwhitaker | 1999 RN120               | 9 settembre 1999  | LINEAR                 |
| 22847 Utley        | 1999 RO121               | 9 settembre 1999  | LINEAR                 |
| 22848 Chrisharriot | 1999 RJ125               | 9 settembre 1999  | LINEAR                 |
| 22849 -            | 1999 RZ125               | 9 settembre 1999  | LINEAR                 |
| 22850 -            | 1999 RZ126               | 9 settembre 1999  | LINEAR                 |
| 22851 -            | 1999 RX127               | 9 settembre 1999  | LINEAR                 |
| 22852 Kinney       | 1999 RN129               | 9 settembre 1999  | LINEAR                 |
| 22853 -            | 1999 RH130               | 9 settembre 1999  | LINEAR                 |
| 22854 -            | 1999 RY131               | 9 settembre 1999  | LINEAR                 |
| 22855 Donnajones   | 1999 RG139               | 9 settembre 1999  | LINEAR                 |
| 22856 Stevenzeiher | 1999 RX142               | 9 settembre 1999  | LINEAR                 |
| 22857 Hyde         | 1999 RJ143               | 9 settembre 1999  | LINEAR                 |
| 22858 Suesong      | 1999 RV143               | 9 settembre 1999  | LINEAR                 |
| 22859 -            | 1999 RF146               | 9 settembre 1999  | LINEAR                 |
| 22860 Francylemp   | 1999 RA149               | 9 settembre 1999  | LINEAR                 |
| 22861 -            | 1999 RY149               | 9 settembre 1999  | LINEAR                 |
| 22862 Janinedavis  | 1999 RG152               | 9 settembre 1999  | LINEAR                 |
| 22863 Namarkarian  | 1999 RJ152               | 9 settembre 1999  | LINEAR                 |
| 22864 -            | 1999 RO161               | 9 settembre 1999  | LINEAR                 |
| 22865 Amymoffett   | 1999 RQ173               | 9 settembre 1999  | LINEAR                 |
| 22866 -            | 1999 RQ179               | 9 settembre 1999  | LINEAR                 |
| 22867 -            | 1999 RZ184               | 9 settembre 1999  | LINEAR                 |
| 22868 Karst        | 1999 RX187               | 9 settembre 1999  | LINEAR                 |
| 22869 Brianmcfar   | 1999 RP190               | 10 settembre 1999 | LINEAR                 |
| 22870 Rosing       | 1999 RO193               | 14 settembre 1999 | C. W. Juels            |
| 22871 Ellenoei     | 1999 RX193               | 7 settembre 1999  | LINEAR                 |
| 22872 Williamweber | 1999 RM194               | 7 settembre 1999  | LINEAR                 |
| 22873 Heatherholt  | 1999 RR194               | 7 settembre 1999  | LINEAR                 |
| 22874 Haydeephelps | 1999 RO197               | 8 settembre 1999  | LINEAR                 |
| 22875 Lanejackson  | 1999 RB198               | 8 settembre 1999  | LINEAR                 |
| 22876 -            | 1999 RR198               | 9 settembre 1999  | LINEAR                 |
| 22877 Reginamiller | 1999 RR200               | 8 settembre 1999  | LINEAR                 |
| 22878 -            | 1999 RA202               | 8 settembre 1999  | LINEAR                 |
| 22879 -            | 1999 RJ211               | 8 settembre 1999  | LINEAR                 |
| 22880 Pulaski      | 1999 RL224               | 7 settembre 1999  | LONEOS                 |
| 22881 -            | 1999 RJ227               | 5 settembre 1999  | Spacewatch             |
| 22882 -            | 1999 RV230               | 8 settembre 1999  | CSS                    |
| 22883 -            | 1999 RC231               | 8 settembre 1999  | CSS                    |
| 22884 -            | 1999 RK236               | 8 settembre 1999  | CSS                    |
| 22885 Sakaemura    | 1999 RS239               | 8 settembre 1999  | LONEOS                 |
| 22886 -            | 1999 SB2                 | 18 settembre 1999 | LINEAR                 |
| 22887 -            | 1999 SX3                 | 29 settembre 1999 | K. Korlević            |
| 22888 -            | 1999 SL4                 | 29 settembre 1999 | K. Korlević            |
| 22889 Donnablaney  | 1999 SU7                 | 29 settembre 1999 | LINEAR                 |
| 22890 Ruthaellis   | 1999 SF8                 | 29 settembre 1999 | LINEAR                 |
| 22891 -            | 1999 SO11                | 30 settembre 1999 | CSS                    |
| 22892 -            | 1999 SV16                | 29 settembre 1999 | CSS                    |
| 22893 -            | 1999 SD18                | 30 settembre 1999 | LINEAR                 |
| 22894 -            | 1999 TW                  | 1 ottobre 1999    | K. Korlević            |
| 22895 -            | 1999 TV5                 | 6 ottobre 1999    | D. K. Chesney          |
| 22896 -            | 1999 TU6                 | 6 ottobre 1999    | K. Korlević, M. Jurić  |
| 22897 -            | 1999 TH7                 | 6 ottobre 1999    | K. Korlević, M. Jurić  |
| 22898 Falce        | 1999 TF12                | 10 ottobre 1999   | S. Sposetti            |
| 22899 Alconrad     | 1999 TO14                | 11 ottobre 1999   | K. Korlević, M. Jurić  |
| 22900 Trudie       | 1999 TW14                | 11 ottobre 1999   | C. W. Juels            |

## 22901-23000
| Nome                   | Designazione provvisoria | Data di scoperta | Scopritore             |
| ---------------------- | ------------------------ | ---------------- | ---------------------- |
| 22901 Ivanbella        | 1999 TY15                | 12 ottobre 1999  | P. Kušnirák, P. Pravec |
| 22902 -                | 1999 TH17                | 15 ottobre 1999  | K. Korlević            |
| 22903 Georgeclooney    | 1999 TU18                | 14 ottobre 1999  | S. Donati              |
| 22904 -                | 1999 TL19                | 9 ottobre 1999   | F. Uto                 |
| 22905 Liciniotoso      | 1999 TO19                | 14 ottobre 1999  | Farra d'Isonzo         |
| 22906 Lisauckis        | 1999 TQ25                | 3 ottobre 1999   | LINEAR                 |
| 22907 van Voorthuijsen | 1999 TL26                | 3 ottobre 1999   | LINEAR                 |
| 22908 Bayefsky-Anand   | 1999 TK27                | 3 ottobre 1999   | LINEAR                 |
| 22909 Gongmyunglee     | 1999 TJ28                | 4 ottobre 1999   | LINEAR                 |
| 22910 Ruiwang          | 1999 TM30                | 4 ottobre 1999   | LINEAR                 |
| 22911 Johnpardon       | 1999 TX30                | 4 ottobre 1999   | LINEAR                 |
| 22912 Noraxu           | 1999 TF31                | 4 ottobre 1999   | LINEAR                 |
| 22913 Brockman         | 1999 TO32                | 4 ottobre 1999   | LINEAR                 |
| 22914 Tsunanmachi      | 1999 TU36                | 13 ottobre 1999  | LONEOS                 |
| 22915 -                | 1999 TA40                | 3 ottobre 1999   | CSS                    |
| 22916 -                | 1999 TX40                | 5 ottobre 1999   | CSS                    |
| 22917 -                | 1999 TA77                | 10 ottobre 1999  | Spacewatch             |
| 22918 -                | 1999 TZ80                | 11 ottobre 1999  | Spacewatch             |
| 22919 Shuwan           | 1999 TR91                | 2 ottobre 1999   | LINEAR                 |
| 22920 Kaitduncan       | 1999 TF94                | 2 ottobre 1999   | LINEAR                 |
| 22921 Siyuanliu        | 1999 TG95                | 2 ottobre 1999   | LINEAR                 |
| 22922 Sophiecai        | 1999 TF97                | 2 ottobre 1999   | LINEAR                 |
| 22923 Kathrynblair     | 1999 TM97                | 2 ottobre 1999   | LINEAR                 |
| 22924 Deshpande        | 1999 TH101               | 2 ottobre 1999   | LINEAR                 |
| 22925 -                | 1999 TH104               | 3 ottobre 1999   | LINEAR                 |
| 22926 -                | 1999 TK106               | 4 ottobre 1999   | LINEAR                 |
| 22927 Blewett          | 1999 TW110               | 4 ottobre 1999   | LINEAR                 |
| 22928 Templehe         | 1999 TS111               | 15 ottobre 1999  | LINEAR                 |
| 22929 Seanwahl         | 1999 TL126               | 4 ottobre 1999   | LINEAR                 |
| 22930 -                | 1999 TN128               | 5 ottobre 1999   | LINEAR                 |
| 22931 -                | 1999 TB132               | 6 ottobre 1999   | LINEAR                 |
| 22932 Orenbrecher      | 1999 TU136               | 6 ottobre 1999   | LINEAR                 |
| 22933 Mareverett       | 1999 TZ141               | 7 ottobre 1999   | LINEAR                 |
| 22934 -                | 1999 TN155               | 7 ottobre 1999   | LINEAR                 |
| 22935 -                | 1999 TO155               | 7 ottobre 1999   | LINEAR                 |
| 22936 Ricmccutchen     | 1999 TR172               | 10 ottobre 1999  | LINEAR                 |
| 22937 Nataliavella     | 1999 TZ172               | 10 ottobre 1999  | LINEAR                 |
| 22938 Brilawrence      | 1999 TS173               | 10 ottobre 1999  | LINEAR                 |
| 22939 Handlin          | 1999 TU173               | 10 ottobre 1999  | LINEAR                 |
| 22940 Chyan            | 1999 TF178               | 10 ottobre 1999  | LINEAR                 |
| 22941 -                | 1999 TG194               | 12 ottobre 1999  | LINEAR                 |
| 22942 Alexacourtis     | 1999 TZ205               | 13 ottobre 1999  | LINEAR                 |
| 22943 -                | 1999 TV209               | 14 ottobre 1999  | LINEAR                 |
| 22944 Sarahmarzen      | 1999 TB216               | 15 ottobre 1999  | LINEAR                 |
| 22945 Schikowski       | 1999 TY216               | 15 ottobre 1999  | LINEAR                 |
| 22946 -                | 1999 TH218               | 15 ottobre 1999  | LINEAR                 |
| 22947 Carolsuh         | 1999 TW218               | 15 ottobre 1999  | LINEAR                 |
| 22948 Maidanak         | 1999 TR222               | 2 ottobre 1999   | LONEOS                 |
| 22949 -                | 1999 TH238               | 4 ottobre 1999   | CSS                    |
| 22950 -                | 1999 TO241               | 4 ottobre 1999   | CSS                    |
| 22951 Okabekazuko      | 1999 TA243               | 4 ottobre 1999   | LONEOS                 |
| 22952 Hommasachi       | 1999 TF243               | 5 ottobre 1999   | LONEOS                 |
| 22953 -                | 1999 TW245               | 7 ottobre 1999   | CSS                    |
| 22954 -                | 1999 TU248               | 8 ottobre 1999   | CSS                    |
| 22955 Tibees           | 1999 TH251               | 7 ottobre 1999   | CSS                    |
| 22956 -                | 1999 TK253               | 9 ottobre 1999   | LINEAR                 |
| 22957 Vaintrob         | 1999 TR270               | 3 ottobre 1999   | LINEAR                 |
| 22958 Rohatgi          | 1999 TC288               | 10 ottobre 1999  | LINEAR                 |
| 22959 -                | 1999 UY1                 | 16 ottobre 1999  | C. W. Juels            |
| 22960 -                | 1999 UE4                 | 27 ottobre 1999  | K. Korlević            |
| 22961 Rosegarcia       | 1999 UM14                | 29 ottobre 1999  | CSS                    |
| 22962 -                | 1999 UH15                | 29 ottobre 1999  | CSS                    |
| 22963 Fuls             | 1999 UN24                | 28 ottobre 1999  | CSS                    |
| 22964 -                | 1999 UV28                | 31 ottobre 1999  | Spacewatch             |
| 22965 -                | 1999 UX40                | 16 ottobre 1999  | LINEAR                 |
| 22966 -                | 1999 UM45                | 31 ottobre 1999  | CSS                    |
| 22967 -                | 1999 VK4                 | 1 novembre 1999  | CSS                    |
| 22968 -                | 1999 VB5                 | 5 novembre 1999  | K. Korlević            |
| 22969 -                | 1999 VD6                 | 5 novembre 1999  | T. Kobayashi           |
| 22970 -                | 1999 VT8                 | 8 novembre 1999  | C. W. Juels            |
| 22971 -                | 1999 VY8                 | 9 novembre 1999  | C. W. Juels            |
| 22972 -                | 1999 VR12                | 11 novembre 1999 | C. W. Juels            |
| 22973 -                | 1999 VW16                | 2 novembre 1999  | Spacewatch             |
| 22974 -                | 1999 VN21                | 12 novembre 1999 | K. Korlević            |
| 22975 -                | 1999 VR23                | 14 novembre 1999 | C. W. Juels            |
| 22976 -                | 1999 VY23                | 13 novembre 1999 | F. Uto                 |
| 22977 -                | 1999 VF24                | 15 novembre 1999 | C. W. Juels            |
| 22978 Nyrola           | 1999 VO24                | 14 novembre 1999 | Nyrola                 |
| 22979 -                | 1999 VG25                | 13 novembre 1999 | T. Kobayashi           |
| 22980 -                | 1999 VL27                | 3 novembre 1999  | CSS                    |
| 22981 Katz             | 1999 VN30                | 3 novembre 1999  | LINEAR                 |
| 22982 Emmacall         | 1999 VB31                | 3 novembre 1999  | LINEAR                 |
| 22983 Schlingheyde     | 1999 VY34                | 3 novembre 1999  | LINEAR                 |
| 22984 -                | 1999 VP36                | 3 novembre 1999  | LINEAR                 |
| 22985 -                | 1999 VY48                | 3 novembre 1999  | LINEAR                 |
| 22986 -                | 1999 VX50                | 3 novembre 1999  | LINEAR                 |
| 22987 Rebeckaufman     | 1999 VO53                | 4 novembre 1999  | LINEAR                 |
| 22988 Jimmyhom         | 1999 VN58                | 4 novembre 1999  | LINEAR                 |
| 22989 Loriskopp        | 1999 VY61                | 4 novembre 1999  | LINEAR                 |
| 22990 Mattbrenner      | 1999 VA62                | 4 novembre 1999  | LINEAR                 |
| 22991 Jeffreyklus      | 1999 VX62                | 4 novembre 1999  | LINEAR                 |
| 22992 Susansmith       | 1999 VR65                | 4 novembre 1999  | LINEAR                 |
| 22993 Aferrari         | 1999 VX65                | 4 novembre 1999  | LINEAR                 |
| 22994 Workman          | 1999 VH66                | 4 novembre 1999  | LINEAR                 |
| 22995 Allenjanes       | 1999 VM67                | 4 novembre 1999  | LINEAR                 |
| 22996 De Boo           | 1999 VP70                | 4 novembre 1999  | LINEAR                 |
| 22997 -                | 1999 VT70                | 4 novembre 1999  | LINEAR                 |
| 22998 Waltimyer        | 1999 VY70                | 4 novembre 1999  | LINEAR                 |
| 22999 Irizarry         | 1999 VS81                | 5 novembre 1999  | LINEAR                 |
| 23000 -                | 1999 VU87                | 7 novembre 1999  | LINEAR                 |